# Stampfrohr
Ein Stampfrohr, veraltet Stampftrommel, Stoßtrommel, Klangrohr, Aufschlagrohr, englisch stamping tube, französisch bâton de rythme, ist eine einseitig an der Unterseite geschlossene Röhre aus Bambus, seltener aus einer Kalebasse („Schlagkürbis“) oder aus Holz, die senkrecht auf den Boden oder auf eine andere Fläche gestampft wird und rhythmische Schläge produziert. Anders als ein nur als Perkussionsinstrument dienender Stampfstock wird bei einem Stampfrohr die Luft im Innern in Schwingungen versetzt, sodass ein heller oder dumpfer Ton von bestimmter Höhe entsteht. Mehrere Musiker mit unterschiedlich gestimmten Stampfrohren können diese als Melodieinstrument einsetzen: je länger die Röhre, desto tiefer der Ton. Stampfrohre werden in der zeremoniellen Musik oder zur Unterhaltung für die Begleitung von Gesängen und Tänzen hauptsächlich in Ozeanien, Südostasien, Afrika, in der Karibik und in Südamerika verwendet.
Instrumentenkundlich gehören Stampfrohre primär zu den Aufschlagidiophonen. Sie unterscheiden sich von beidseits offenen Rohren, die, mit einer elastischen Platte auf die obere Offnung geschlagen, einen dumpfen Ton von bestimmter Höhe erzeugen und wegen der direkten Anregung der Luftsäule in der Röhre unabhängig von der Hornbostel-Sachs-Systematik primär den Explosivaerophonen zugeordnet werden können.
Eng verwandt mit dem Stampfrohr ist die in Melanesien auf eine Wasseroberfläche aufgeschlagene Wassertrommel, die auch Stampftrommel genannt wird.

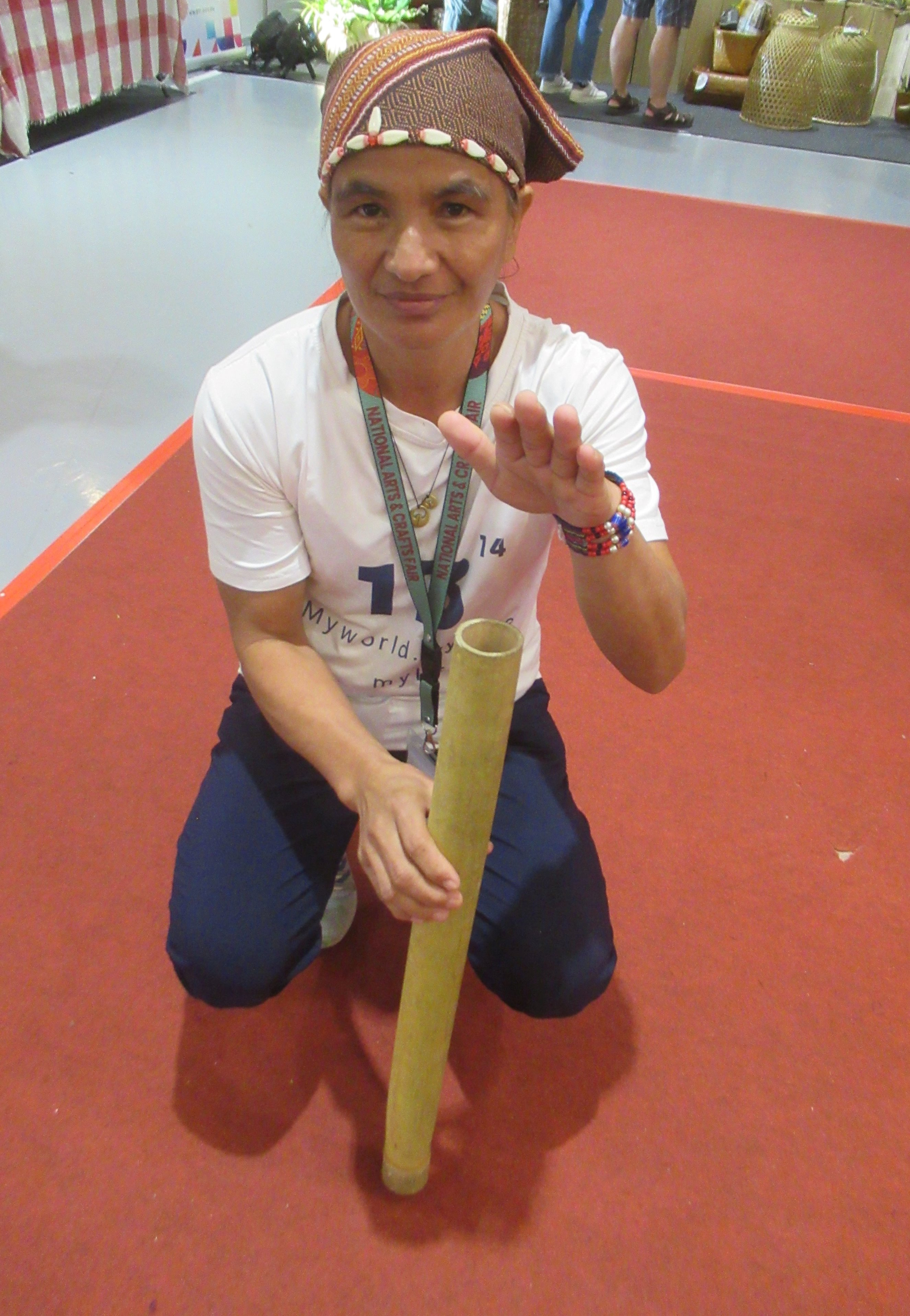
Bambusstampfrohr tongatong auf der philippinischen Insel Luzon

## Herkunft

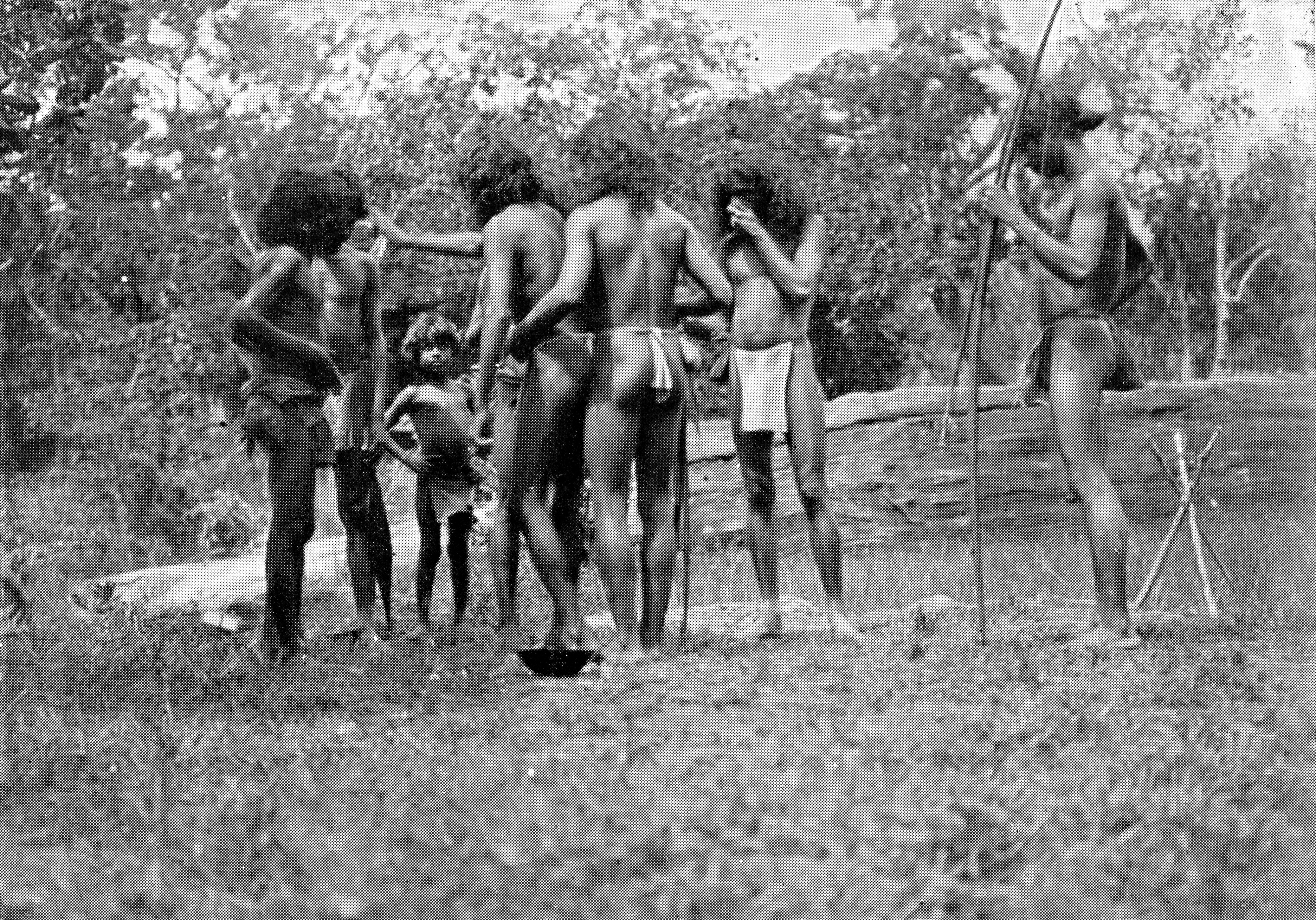
Kirikoraha-Zeremonie der Veddas für ein gutes Gelingen der Jagd. Tanz der Männer um einen in den Boden gesteckten Jagdbogen, bei dem sich die Tänzer mit den Händen auf verschiedene Körperteile schlagen. Sri Lanka, 1911

Am Beginn der musikalischen Äußerung stand nach Curt Sachs (1943) der aus Wörtern entwickelte Gesang, dessen Melodie zwischen zwei Tönen pendelt. Als nächste Strukturierung des Gesangs wurde ein regelmäßiger rhythmischer Puls eingeführt.
Das älteste rhythmische Ausdrucksmittel des Menschen ist das Händeklatschen. Allgemein stehen Schlagen auf den eigenen Körper und Stampfen mit den Füßen am Beginn der Instrumentalmusik. Tänzer, Sänger oder deren Publikum sorgen so für die einfachste rhythmische Begleitung. Der britische Seefahrer und Geograph Frederick William Beechey erlebte in den 1820er Jahren einen abendlichen Tanz auf Tahiti in Französisch-Polynesien, bei dem die in einer Reihe aufgestellten Tänzer mit den Füßen auf den Boden stampften und sich mit den Händen auf die Schenkel klopften, bevor sie sich in einem kriegerisch aussehenden Tanz wild zu drehen begannen. Eine korinthische Vasenmalerei aus dem Antiken Griechenland (um 600 v. Chr.) zeigt Tänzer, die mit einer Hand auf ihr Gesäß schlagen. Bei einem bis in die 1890er Jahre zu beobachtenden Zeremonialtanz der zu den kanadischen First Nations gehörenden Slavey bewegte sich ein Tänzer um ein Feuer und schlug sich mit der Tatze des soeben getöteten Bären auf sein Gesäß. Häufiger war die Kombination aus stampfenden Schritten und Schenkelklopfen zur rhythmischen Begleitung von Tänzen oder Liedern. Mehrere Männer der Veddas in Sri Lanka schlugen sich beim Bogentanz, bei dem sie um einen in den Boden gesteckten Jagdbogen herumschritten, abwechselnd mit den Händen auf den Bauch, die Oberschenkel und das Gesäß. Dieser pantomimische Kirikoraha-Zeremonialtanz sollte für die Jäger das Wohlwollen der Geister sichern. Eine als Sitztanz ausgeführte Form des Hula auf Hawaii war der pa’i-umauma (aus pa’i, „schlagen“ und umauma, „Brust“), bei dem die Tänzer energisch den Oberkörper bewegten, sich auf die Brust schlugen und sangen. Über Brustschlagen mit den Handflächen bei Tänzen wird auch von anderen pazifischen Inseln und bei Indianern in Amerika berichtet.
Das Stampfen mit den Füßen ist unmittelbarer mit den Körperbewegungen beim Tanzen verbunden als das Händeklatschen. Ritualtänze können durch Stampfen mit unterschiedlichen Geschwindigkeiten und durch Gesang bei den Teilnehmern eine große emotionale Intensität hervorrufen. Das weit verbreitete ritualisierte Fußstampfen gehörte häufig zu Initiationszeremonien. Bei der Pubertätszeremonie der Larrakia, einer Aborigines-Gruppe im nordwestlichen Australien, stoßen die Mädchen anhaltende Schreie aus und stampfen bei einem Gruppentanz. Auch bei der Corroboree-Zeremonie der Aborigines wird mit den Füßen gestampft. Bei einem Kriegstanz in Neuseeland sollte das Stampfen die Beteiligten vor der Schlacht in Angriffsstimmung versetzen. Krieger der Tsonga im südlichen Afrika stampften im Rhythmus während der Amtseinführung eines Häuptlings und schlugen zugleich mit einem Stock auf ihren Kampfschild, der mit einer als Trommelmembran fungierenden Tierhaut bespannt war.
Rhythmisches Fußstampfen begleitete allgemein Gesänge und Tänze bei zeremoniellen Anlässen. So schlagen beispielsweise Tänzer an der Nordküste Westneuguineas und auf der vorgelagerten Insel Biak bis heute bei einem Typ von zeremoniellen Tanzliedern (wor) Sanduhrtrommeln. Bei einem anderen, früher bei Heilungszeremonien aufgeführten Typ von Tanzliedern (mon) bewegten sich die Sänger und Tänzer auf einer Bambusplattform, während der Heilungspriester in Trance verfiel. Einwohner der Insel Misool vor der Südküste Westneuguineas stampften ähnlich rhythmisch auf einer Bambusplattform. Mehrere Völker im südlichen Bezirk Sorong stampften mit leicht gebeugten Knien in gleichbleibendem Tempo auf einer Plattform von einem auf das andere Bein. Dies verweist auf entsprechende doppelte Schlagfolgen im Wechsel, die häufig mit zwei unterschiedlich langen Stampfrohren produziert werden.
Neben dem rhythmischen gibt es auch ein außermusikalisches Fußstampfen. Für die nordamerikanischen Indianer teilt Theodore A. Seder (1952) das außermusikalische Fußstampfen in vier funktionelle Kategorien ein:

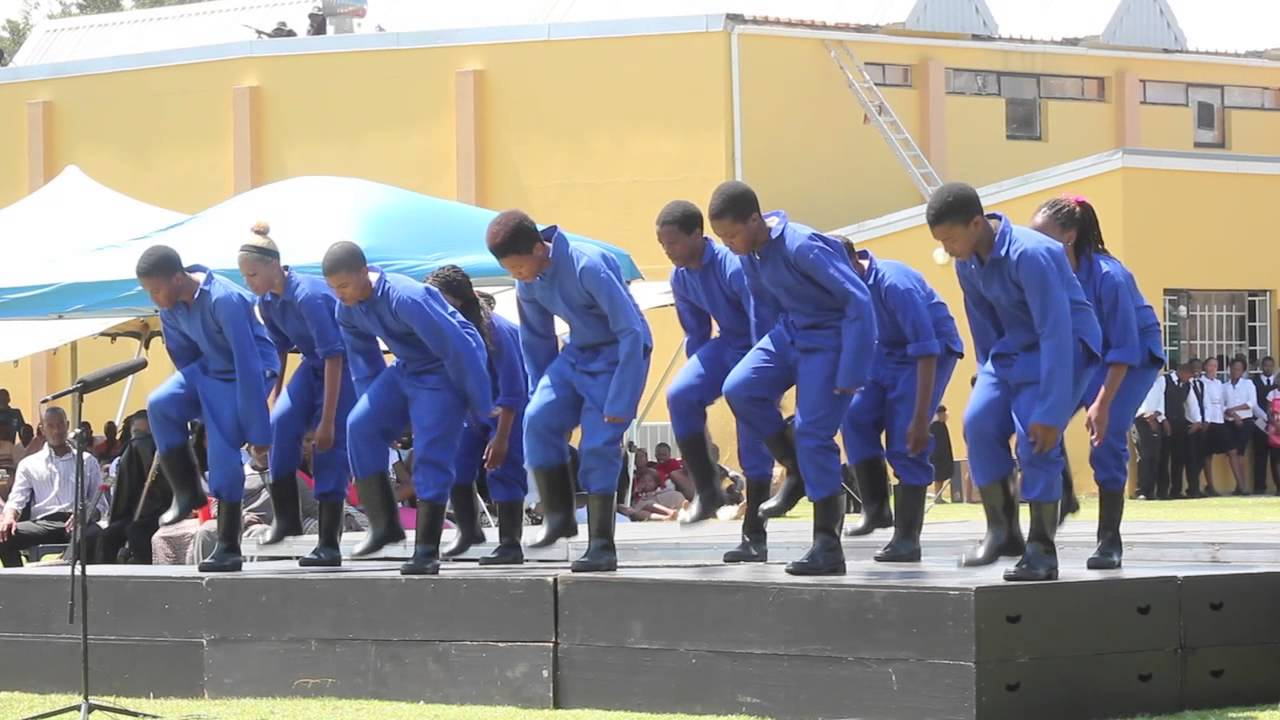
Gummistiefel-Stampftanz in Südafrika

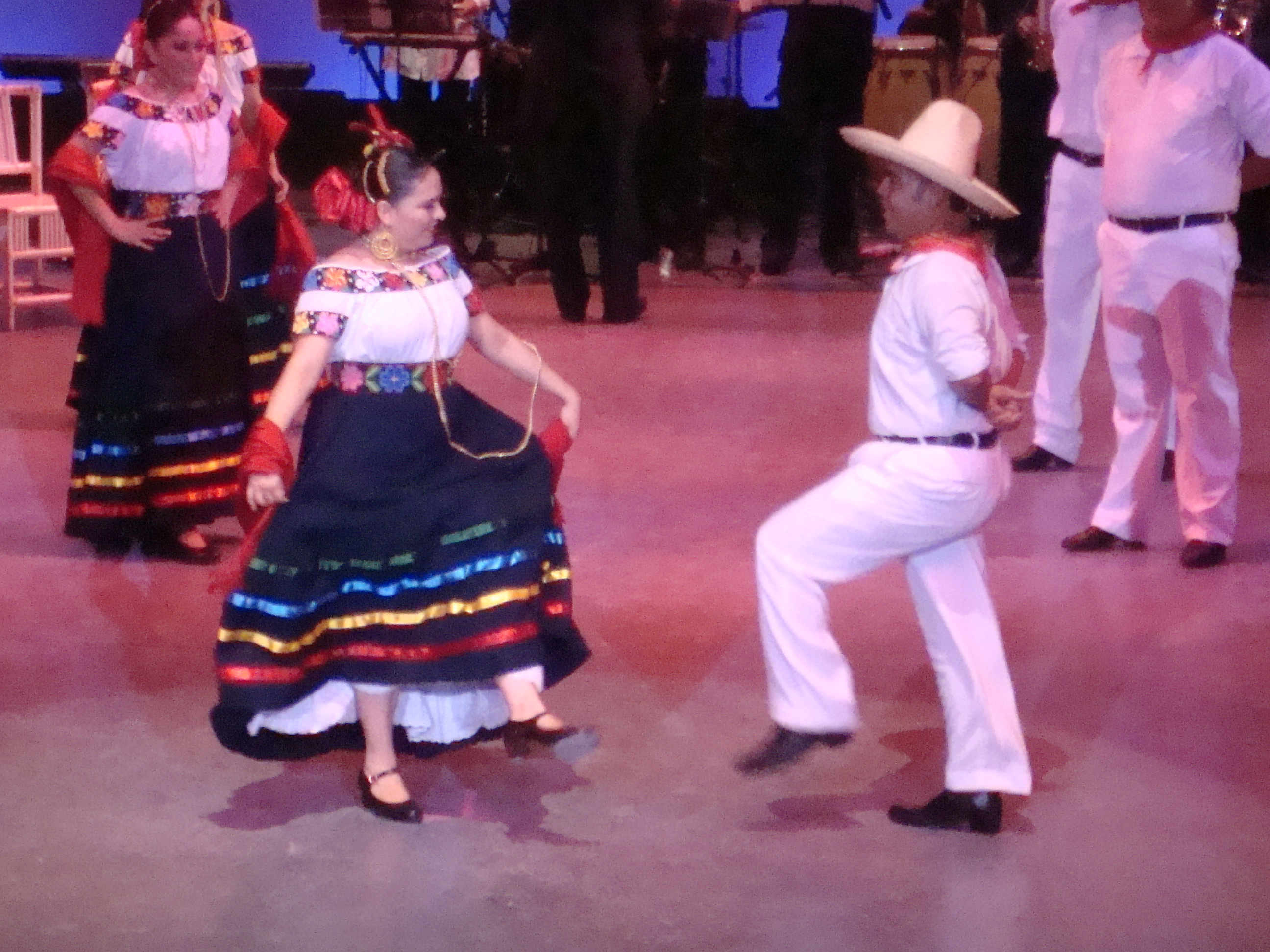
Stampftanz Zapateo im mexikanischen Bundesstaat Tabasco

- Fußstampfen als symbolische Aktion mit magischer Bedeutung in einem Ritual, etwa als Reinigungshandlung vor der Kontaktaufnahme mit jenseitigen Mächten.
- Im Rahmen von Traditionsveranstaltungen ein als Brauchtum praktiziertes Fußstampfen, dessen ursprünglich magische Bedeutung verloren gegangen ist.
- Magische Rituale der Eskimo an der Beringstraße, die in einem Zusammenhang mit Nahrungsmitteln stehen.
- Fußstampfen als Teil eines pantomimischen Spiels zur Unterhaltung, wenn etwa die Bewegung eines Bären oder Bisons nachgeahmt werden soll.[9]

Schlagen erfolgt aus einer Drehbewegung des Arms oder der Hand und Stampfen ist ein lineares Stoßen. Körperschläge, also rhythmisches Stampfen mit dem Körper und Schläge gegen den Körper, zählt Curt Sachs (1928) zum kulturellen „Urbesitz“ seit der Steinzeit.
Mit Stöcken in den Händen, die auf Gegenstände schlagen, und mit Stampfrohren, die anstelle der Füße auf den Boden gestampft oder mit Holzstangen, die auf ein Brett gestampft werden, lassen sich die körperlichen und rhythmischen Möglichkeiten erweitern. Relikte archaischer Methoden zur Rhythmuserzeugung sind mit den Händen auf ihre Lederhose klatschende Tänzer beim oberbayrischen Schuhplattler, der Stepptanz mit harten Schuhsohlen, der spanisch-lateinamerikanische Tanz Zapateado (spanisch, „mit dem Fuß stampfen“, in Mexiko zapateo). der Gummistiefel-Tanz, bei dem südafrikanische Tänzer mit Gummistiefeln stampfen und die ebenfalls zur klanglichen Verstärkung der Tanzschritte über die Kontinente hinweg seit prähistorischer Zeit an den Füßen umgebundenen Rasseln, die in Indien ghungru genannt werden und zu den meisten indischen Tanzstilen gehören.
Mit Stöcken geschlagene archaische Perkussionsinstrumente, die regional bis heute gebraucht werden, sind das in Europa und Asien weit verbreitete, hängende oder am Boden liegende Schlagbrett und die bis zur Schlitztrommel ausgereifte Form. Die Stockschläge auf ein am Boden liegendes Schlagbrett werden lauter, wenn das Brett über eine Erdgrube gelegt wird, die als Resonanzraum dient. Eine Erdgrube steht als Resonanzraum bei der Erdtrommel am Beginn der Membranophone, außerdem sorgt sie für die Klangverstärkung bei der Erdzither und beim Erdbogen, den entwicklungsgeschichtlich ältesten Saiteninstrumenten.
Stampfbretter sind aus einigen tropischen Regionen in Afrika und Asien sowie von pazifischen Inseln und aus Brasilien bekannt. Der nur in Indonesien vorkommende Stampftrog lesung, der aus einem zu einem Trog ausgehöhlten Baumstamm besteht, ist eine Kombination aus Stampfbrett und Schlitztrommel. Mehrere Frauen stampfen mit Holzstangen an mehreren Stellen auf den lesung und produzieren rhythmische Muster in unterschiedlichen Tonhöhen.
Häufig wurde die Erdgrube mit einer festen Baumrinde als Membran abgedeckt. Auch ein Stampfbrett kann zur Klangverstärkung über ein Erdloch gelegt werden. Ein Tänzer der Modoc, einem Indianervolk in Kalifornien, stampfte bei gewissen Ritualtänzen rhythmisch barfuß auf einem solchen Brett, das über eine quadratische Grube von etwa 60 Zentimetern Seitenlänge gelegt war. Dieses als magisches Ritual, um Wirbelstürme fernzuhalten, praktizierte Fußstampfen ist in Verbindung mit Händeklatschen in Kalifornien auch von den Nisenan und den Shasta überliefert. Bei den Igbo in Nigeria gehört zu den rhythmisch komplexen Tänzen auch der Nzaukwu nabi, eine besondere Stampfschrittfolge. Der englische Naturforscher Henry B. Guppy sah in den 1880er Jahren auf den zu den Salomonen im Pazifik gehörenden Treasury-Inseln eine Gruppe von etwa 40 Frauen und Mädchen, die um eine Erdgrube in ihrer Mitte tanzten. Zwei Frauen stampften den Tanzrhythmus auf einem über die Grube gelegten Brett. Eine Variante des Brettstampfens ist das Tretpedal papa hehi auf Hawaii, ein kleines Brett, das mittig über einen Rundstab gelegt wird. Dieser dient als Achse, auf der das Brett beim Darauftreten abwechselnd nach vorn und hinten auf den Boden schlägt. Es produziert einen Rhythmus zur Gesangsbegleitung.

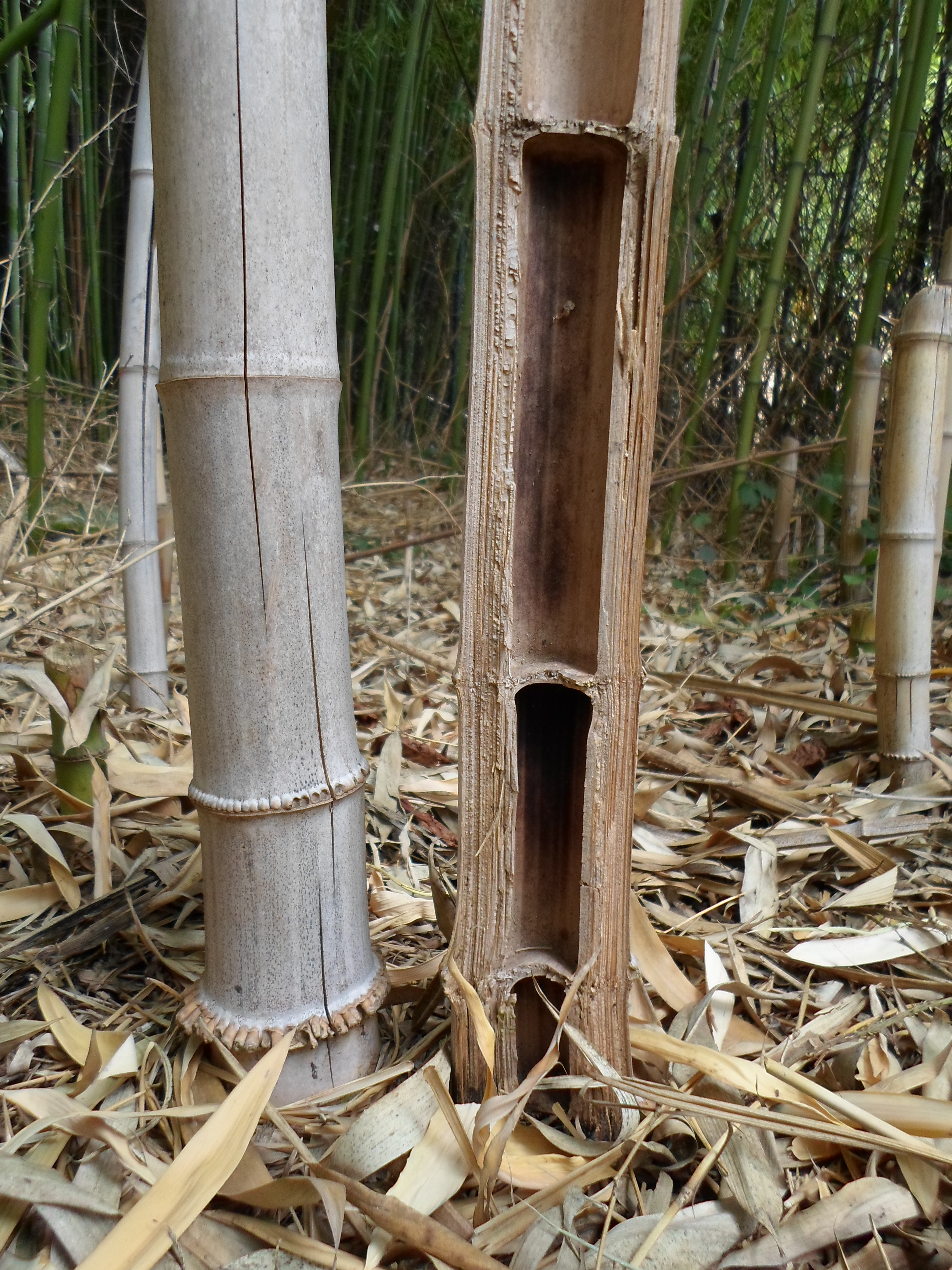
Längs gespaltener Bambus. Erkennbar sind normalerweise die Röhre verschließende Wachstumsknoten (Nodien)

Zwar werden Schlitztrommeln generell mit Stöcken geschlagen, es ist jedoch von den Maidu, Wintun und Pomo, Indianervölkern in der Region Kalifornien, bekannt, dass sie Schlitztrommeln mit den Füßen oder selten mit einem Stock stampften. Die aus einem längs ausgehöhlten Baumstamm bestehende Schlitztrommel geht so in ihrer Bedeutung mit der Erdgrube zusammen. Richard Thurnwald (1913) berichtet von seiner Expedition zum Sepik in Neuguinea, dass Männer Schlitztrommeln (garamut) mit den Fersen anschlugen, während sie sich mit den Händen am Gebälk der Versammlungshalle festhielten.
Der Erdgrube und dem Schlagen auf die Erde wurde in vielen Kulturen seit der Frühzeit eine magisch-mythische Bedeutung zugesprochen. Zur Tradition vieler nordamerikanischer Indianer, hauptsächlich an der Nordwestküste und im Nordwesten Kanadas, gehört es, zu rein musikalischen Zwecken mit Stöcken oder gelegentlich mit Rasseln auf den Boden zu schlagen. Traditionelle Heiler der Chippewa (auch Ojibwe, eine Gruppe der Anishinabe) schlagen im Haus des Patienten mit Rasseln auf den Boden, singen, pfeifen und tanzen dazu. Der Leiter eines indianischen Maskentanzes stampft den Takt für seinen Gesang mit einem Stab, an dem ein als Rassel dienender Ledersack mit Rehklauen befestigt ist. Heiler und Schamanen der Pomo, Tlingit und anderer Indianervölker stampfen bei ihren Ritualen mit ähnlichen Stöcken auf den Boden. Eine Ursprungserzählung der Hidatsa handelt von alten Männern, die einst als Musiker bestimmt wurden. Erst schlugen sie nur mit Stangen auf den Erdboden, später erhielten sie Trommeln. In diesem Mythos kommt die historische Entwicklung der Schlaginstrumente und die Bedeutung der auf diesem Weg eingeführten Trommeln zum Ausdruck.
Mit Stampfröhren auf den Erdboden zu stampfen ist üblicherweise eine Angelegenheit der Frauen, die dies als Fruchtbarkeitsritus praktizieren. So produzieren Frauen an den Tagen nach der Ernte mit Stampfrohren einen bestimmten Rhythmus. Bei den Kayan in Zerntralborneo wurden nach der Erntezeit, während die Leiterin der Zeremonie die Geister anrief, zwei Bambusröhren in einem bestimmten Rhythmus auf eine Matte gestampft. Von Sulawesi wurde berichtet, dass drei oder fünf Mädchen auf dem abendlichen Heimweg nach der Reiserntezeremonie mit Samen gefüllte Stampfrohre auf den Boden schlugen und dazu sangen: „Stampft Freundinnen! Denn wir blicken abwärts, blicken nieder auf den flehenden, den flehenden neuen Reis!“
Der Stampftrog steht beispielhaft für eine nach der Einführung der rhythmischen Wiederholung mit Schlaginstrumenten weitere evolutionäre Entwicklung, mit der die bis dahin der Gesangsstimme vorbehaltene Melodiebildung auf ein Musikinstrument übertragen wurde. Wenn ein Spieler ein Stampfrohr in einem bestimmten Rhythmus auf den Boden schlägt und dann derselbe oder ein zweiter Spieler mit einem zweiten Stampfrohr in einer anderen Tonhöhe Zwischenschläge produziert, ergibt sich eine Doppelung aus zwei Tonstufen, die Curt Sachs (1940) mit der Reduplikation bei der Wortbildung aus zwei Silben mit Vokalwechsel (Beispiel „Singsang“) gleichsetzt. Wie bei manchen Trommeln, Schwirrgeräten, Schlitztrommeln und Schneckerhörnern werden bei paarweiser Verwendung die unterschiedlichen Klangerzeuger manchmal als „Vater“ und „Mutter“ bezeichnet. Falls der Klang das Unterscheidungskriterium ist, gilt das höher und schärfer klingende Instrument als männlich und das dumpfer und tiefer klingende (und damit meist größere) Instrument als weiblich. Die rhythmische Folge zweier unterschiedlich hoch und laut klingender Schläge ist bis heute als Prinzip bei Kesseltrommelpaaren erhalten (zwei Pauken, im Orient naqqara, in Indien tabla). Die Verwendung von mehreren Stampfrohren unterschiedlicher Tonhöhen führt weiter zur Entwicklung von Melodieinstrumenten (strukturell beim Xylophon und der Panflöte realisiert). Am musikalisch ausgereiftesten ist das auf einem Fruchtbarkeitskult basierende Stampfen mehrerer Frauen mit dem Stampftrog lesung in Indonesien.

## Klassifizierung

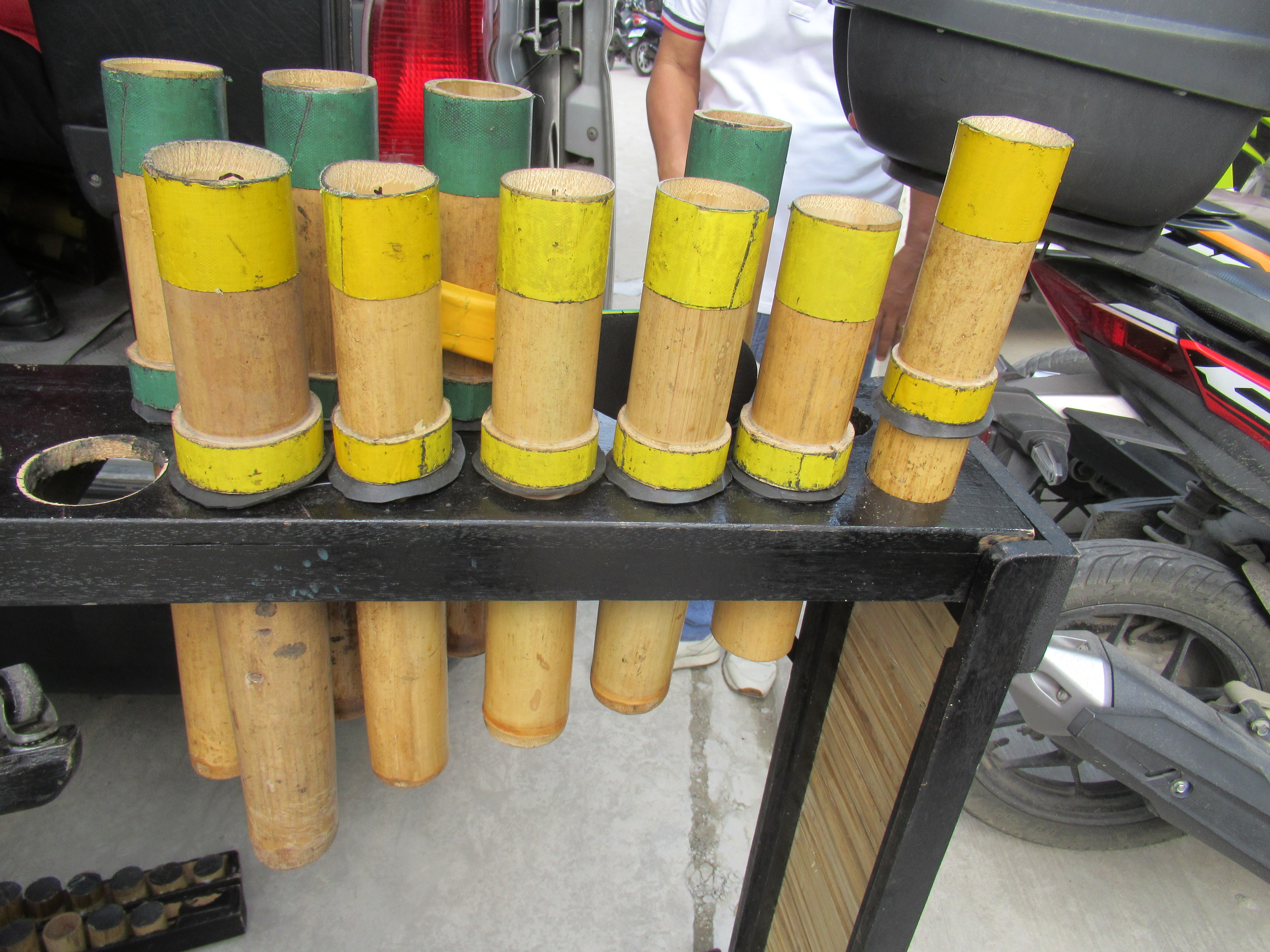
Beidseitig offene Röhren, die auf eine Öffnung geschlagen werden, können als Explosivaerophone gelten. Melodieinstrument der philippinischen Gruppe Banda Kawayan Pilipinas aus Manila, die mit Musikinstrumenten aus Bambus spielt

Die Hornbostel-Sachs-Systematik klassifiziert die Stampfrohre als eigene Gruppe „Aufschlagrohre“ (111.23) der „Aufschlagidiophone“ (111.2) innerhalb der „unmittelbar geschlagenen Idiophone“ (111). Die Schallerzeugung geht damit vom Material der selbstklingenden Röhre aus, die gegen einen nichtklingenden Gegenstand geschlagen wird. Sofern möglich werden in der Hornbostel-Sachs-Systematik die Musikinstrumente nach der primären Tonerzeugung klassifiziert. Dabei gibt es Grenzfälle wie die Maultrommel, die zwar als Idiophon klassifiziert ist, aber auch den freien „Unterbrechungs-Aerophonen“ (412) zugeordnet werden könnte. Die Nähe des Stampfrohrs zu den Aerophonen, genauer, zu den eigentlichen Blasinstrumenten ergibt sich durch die im Innern der Röhre in Schwingung versetzte Luft, die als Klang von bestimmter Tonhöhe hörbar wird. Das Stampfrohr gehört aber eindeutiger als die Maultrommel zu den Idiophonen, da die Luftschwingungen im Innern nicht durch direkte Anregung aus der Luft (üblicherweise durch Einblasen) entstehen, sondern indirekt durch die schwingende Röhre übertragen werden.
Eine Röhre, die mit dem offenen Ende auf den Boden gestampft würde, ließe sich wie beidseitig offene Röhren, bei denen eine Öffnung mit einem Schlag geschlossen und dadurch die Luft im Innern unmittelbar abrupt verdichtet wird, wegen der primären Tonerzeugung der erregten Luftschwingungen den „Explosivaerophonen“ zuordnen, allerdings nicht in die Gruppe „Explosivaerophone“ (413) der Hornbostel-Sachs-Systematik, die den „Freien Aerophonen“ (41) mit der Definition „Die schwingende Luft ist nicht durch das Instrument begrenzt“ untergeordnet ist. In der Hornbostel-Sachs-Systematik wird als einziges Beispiel für die Gruppe der Explosivaerophone die Knallbüchse genannt, bei der die in einem Rohr komprimierte Luft beim Entfernen des verschließenden Pfropfes plötzlich ins Freie entweicht. Da beim Schlagen auf die Öffnung einer Röhre umgekehrt durch Druck von außen plötzlich Luft ins Innere derselben gepresst wird, führt die 2011 erfolgte Erweiterung der Hornbostel-Sachs-Systematik durch das Projekt Musical Instrument Museums Online (MIMO) eine Unterteilung ein in (413.1) „Explosivaerophone. Die Luft wird herausgezwungen“ für die bisherige Gruppe „(413) Explosivaerophone: Die Luft erhält einen einmaligen Verdichtungsanstoß (Knallbüchse)“ und in (413.2) „Implosivaerophone. Die Luft wird hineingezwungen.“ Für die letztgenannte neue Gruppe wird als einziges Beispiel auf das shantu in Westafrika verwiesen.
Roger Blench (2009) listet bei der Beschreibung der Musikinstrumente Kameruns die Stampfrohre unter dem Begriff „Percussion aerophones“, der im Englischen auch die Explosivaerophone bezeichnen kann. Eine eigene, isolierte Klassifikation unternimmt Åke Norborg (1989) für die Musikinstrumente von Äquatorialguinea und Gabun, bei der er das Stampfrohr als Kompromiss in die Klasse „Stamped idiophonic aerophones with one opening“ einordnet.

## Verbreitung und Spielweise
Stampfrohre haben sich möglicherweise vom malaiisch-polynesischen Raum ausgehend verbreitet. Curt Sachs (1929) ordnete sie in seiner allgemeinen diffusionistischen Theorie der „südseebegrenzten malaiisch-polynesischen Schicht“ zu. Sie kommen oder kamen in Ozeanien (Melanesien mit Teilen Neuguineas, Bismarck-Archipel, Salomonen, Vanuatu, Fidschi, Neukaledonien, im westlichen Polynesien mit Samoa, Tonga, Uvea und Nukumanu), im übrigen Polynesien auf Hawaii beschränkt, in Ostasien, Ostafrika, Westafrika, südliches Afrika, Südamerika (Argentinien, an der Atlantikküste Brasiliens, am Amazonas, in Kolumbien, im Hochland von Ekuador), in Nordamerika und in der Karibik vor.
Die nördliche Verbreitungsgrenze im östlichen Asien sind abgesehen von historischen chinesischen Vorkommen Laos und Yunnan, wo Frauen der Akha lange Bambusröhren auf ein Brett stampfen, und Korea. In Europa und im nördlichen Asien waren Stampfröhren selten, in Australien waren sie unbekannt.

### Melanesien
Ein Stampfrohr besteht in Ozeanien aus einer typischerweise ein bis zwei Meter langen Bambusröhre, deren Nodien über die gesamte Länge durchbrochen sind, bis auf das unterste Nodium, das wie überall verschlossen bleibt. In Melanesien einschließlich Papua-Neuguinea und im westlichen Polynesien sind die Röhren mit mehreren Internodien etwa zwei Meter lang, auf Hawaii sind sie rund einen Meter lang. Damit wird senkrecht auf den Erdboden, ein Stampfbrett oder auf einen Stein gestoßen. Mehrere Spieler stampfen zugleich mit unterschiedlich langen Bambusrohren; ob damit früher in der Region ein melodischer Zusammenklang bewusst erstrebt wurde, geht aus den historischen Beschreibungen nicht hervor. Die Spieler – Männer und Frauen – halten überwiegend nur ein Stampfrohr in den Händen. Ausnahme ist das paarweise verwendete kāʻekeʻeke auf Hawaii. Für das isolierte Vorkommen des Stampfrohrs auf Hawaii stellt Hans Fischer (1958) zusammen mit der Gefäßflöte, dem Musikbogen, dem Schwirrholz, der bootsförmigen Schlitztrommel und der offenen Querflöte Parallelen mit deren Verbreitungsgebiet in Melanesien und Indonesien her. Demnach haben diese Musikinstrumente von Hawaii und anderen randpolynesischen Gebieten Entsprechungen unter anderem in Südostasien. In Melanesien gehören Rasseln, Schlagstäbe, Stampfrohre und Maultrommeln (susap) zu den am weitesten verbreiteten Idiophonen.

#### Fidschi

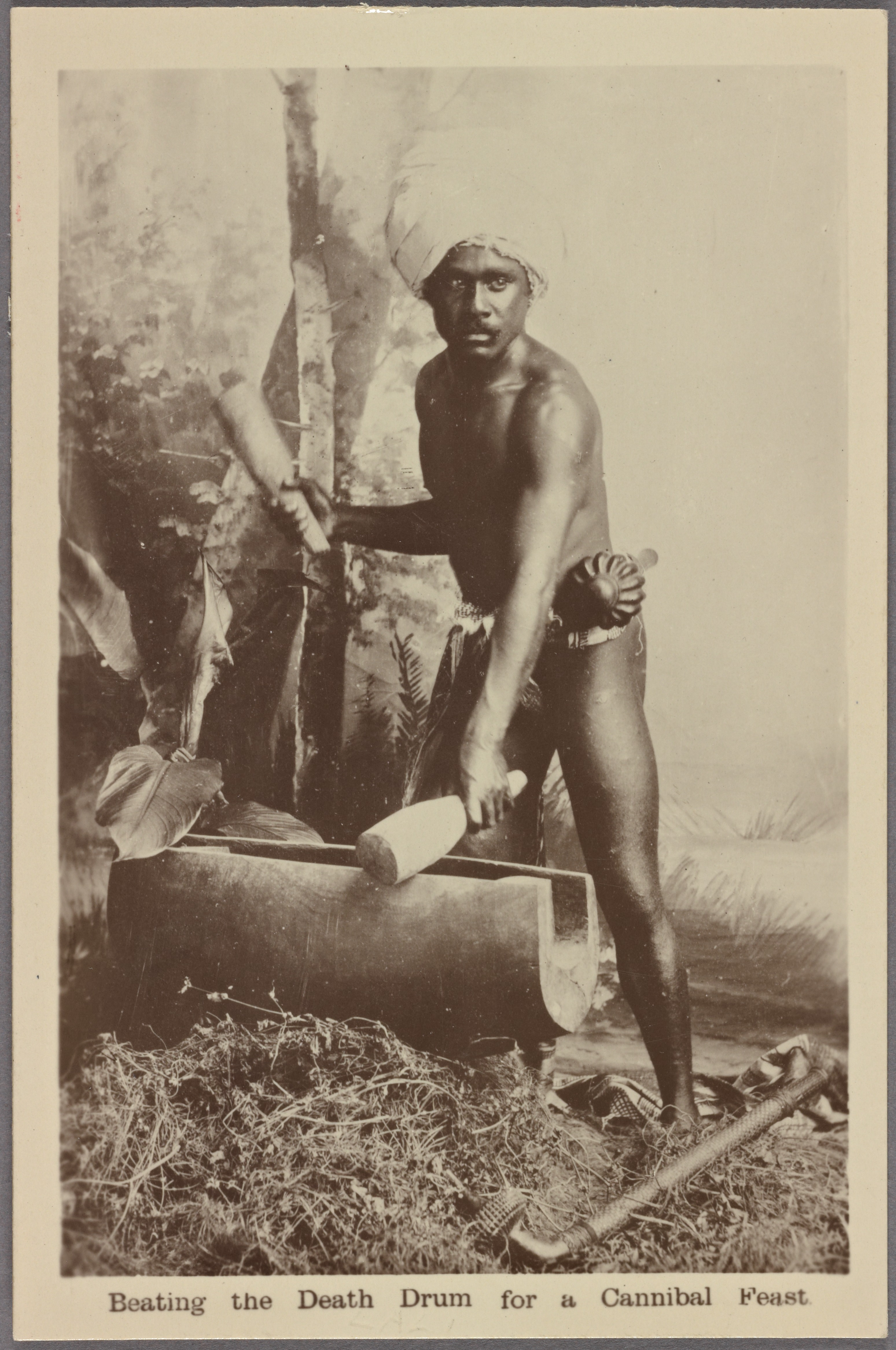
Englische Postkarte von 1913 mit dem inszenierten Foto einer zeremoniell geschlagenen Schlitztrommel lali auf Fidschi

In den Tagebuchaufzeichnungen des Naturforschers Theodor Kleinschmidt von 1876 über die zu Fidschi gehörende Insel Fatulele ist die Beschreibung eines besonderen Stampfrohrs enthalten: „Sie sind unten zu, und oben so ausgeschnitten, daß sie zwei lange Spitzen haben, und werden mit dem unteren Ende im Takt auf den Boden gestoßen, wodurch sie ein hohles ‚Dum-Dum‘ mit einem feinen Schnarren der Spitzen abgeben.“ Das zusätzliche Schnarrgeräusch entsteht durch die Schwingungen der spitzen Enden, die denen einer Bambusschlaggabel wie der nordostindischen toka entsprechen.
Der Naturforscher Berthold Seemann beschreibt von seinem Besuch 1860/61 auf Viti Levu, der Hauptinsel von Fidschi, die Zeremonialgegenstände im Tempel des Küstenortes Nagadi. Der Priester zeigte ihm zwei einzelne Stampfrohre von unterschiedlicher Länge, die zusammen mit einem Bündel von mehreren zusammengeschnürten Stampfrohren bei religiösen Zeremonien auf den Boden gestoßen wurden. Das Stampfrohrbündel wurde mit den Öffnungen nach unten verwendet und produzierte laute dumpfe Schläge.
Auf den Fidschi-Inseln heißen die heutigen Stampfrohre derua (auch duvu, bitu). Ein Exemplar aus Fidschi besteht aus drei Internodien, hat eine Länge von 99 Zentimetern und einen Durchmesser von 8 Zentimetern. Allgemein sind derua 60 bis 150 Zentimeter lang und ihr Durchmesser beträgt bis zu 14 Zentimeter. Das derua sorgt für den Takt und Rhythmus bei Gruppengesängen und Tänzen (meke). Die Musiker werden für die Begleitung der Tänze in zwei Gruppen mit unterschiedlich langen derua geteilt, die sie im Wechsel stampfen. Passend zur Melodie der Tanzlieder können die derua auf die Quarte oder Quinte des Grundtons gestimmt sein. Früher wurden in den Bergen der Hauptinsel Viti Levu gebündelte derua in der rituellen Musik verwendet.
Weitere idiophone Klangerzeuger sind Körperschläge: cobo (oder obo, mit der gewölbten Hand und den Armen rechtwinklig zum Körper), sau (mit der flachen Hand und den Armen parallel zum Körper) oder Schenkelklopfen. Der Schlag beim cobo klingt ähnlich wie mit dem derua. Der Rhythmus kann durch Zusammenschlagen von zwei Kokosnusshälften unterteilt oder betont werden. Gelegentlich behängen sich Tänzer zusätzlich mit Gefäßrasseln aus einer Fruchtschale.
Von zeremonieller Bedeutung war die aus einem Baumstamm ausgehöhlte große Schlitztrommel lali. Die etwas kleinere lali ni meke („Tanz-Schlitztrommel“) diente früher zusammen mit derua zur Gesangsbegleitung. Historischen Beschreibungen zufolge wurden lali und derua früher auch verwendet, wenn der Leichnam (bokola) eines im Kampf getöteten Feindes ins Dorf gebracht wurde, um dort in einem Akt von Kannibalismus rituell verspeist zu werden.

#### Salomonen
Auf den meisten Salomon-Inseln leben Melanesier, die in vielen Dörfern mehr oder weniger unveränderte Musiktraditionen neben den von christlichen Missionaren eingeführten Chorälen pflegen. Zur überlieferten Musik gehören beim Volk der ’Are’are in der Südhälfte der Insel Malaita mehrere Typen von Panflöten mit gebündelten oder in Reihe angeordneten Bambuspfeifen, die in Ensembles gespielt werden, eine Querflöte und die solistisch oder in Ensembles gespielten Stampfrohre ’au ni mako.
Die ’Are’are haben keinen allgemeinen Begriff für Musik und Musikinstrumente, sondern kennen 20 musikalische Ausdrucksmittel, die sie in vier Kategorien klassifizieren. Dabei unterscheiden sie nicht nach geblasenen oder geschlagenen Musikinstrumenten, die beide in der (1) umfangreichsten Kategorie „Bambus“ (’au) vereint sind. Auch der Musikbogen gehört zu den geschlagenen Bambusinstrumenten. Die drei weiteren musikalischen Kategorien beinhalten (2) hölzerne Schlitztrommeln (’o’o), (3) mit den Händen und in Verbindung mit Wasser geschlagen (kiroha, Wassertrommeln) sowie (4) Gesang (nuuha).
Wenn ein Musiker der ’Are’are die Stampfrohre allein spielt, verwendet er zehn kurze Bambusabschnitte, die zwischen ungefähr 40 Zentimeter und etwas über 100 Zentimeter lang sind. Die unten verschlossenen Bambusrohre werden auf einen am Boden liegenden flachen Stein gestoßen. Der Musiker teilt die Rohre in drei Gruppen: Vier ke’etou genannte Rohre hält er in seiner rechten Hand, vier aarita’i in seiner linken Hand und von den zwei übrigen, hoo genannten Röhren klemmt er eine zwischen die Zehen beider Füße. Die hoo benötigen jeweils einen Stein als Schlagfläche, die in den Händen gehaltenen Röhren schlägt der Musiker auf einen in der Mitte vor ihm liegenden Stein. Durch leichte Drehung der Hände erklingen die Röhren einzeln in einem melodischen Spiel, das dem des indonesischen Gleitrasselspiels angklung ähnlich ist. In einem Ensemble verwenden drei Musiker zusammen zwölf Bambusröhren, jeder Musiker hält mit beiden Händen vier Röhren, die namentlich den drei genannten Gruppen zugeordnet sind. Auf einer 1973 veröffentlichten Langspielplatte ist ein Gesang zu hören, der von 24 unterschiedlich gestimmten Stampfrohren begleitet wird.
Das Stampfrohrensemble heißt wie das solistische Stampfrohrspiel in der im Süden von Malaita verbreiteten Sprache ʻAreʻare ’au ni mako und in der Sprache Kwarekwareo Doriʼo ’au ni wado („Bambus der Erde“). In den Ensembles können Frauen und Männer gleichermaßen zusammenspielen. Sie spielen zur eigenen Unterhaltung und treten gelegentlich auch bei größeren Festen auf.
Wie das Panflötenensemble produziert das Stampfrohrensemble eine komplexe Mehrstimmigkeit mit pentatonischen oder äquiheptatonischen Tonleitern. Die instrumentalen Musikstücke haben festgelegte Inhalte. Anders als Stampfrohrensembles werden die aus Schlitztrommeln bestehenden Gruppen häufig zur Begleitung von Ritualen eingesetzt.
Auf der südlichsten Salomonen-Insel Tikopia heißt der Stampfstock lopu und auf der weit im Norden gelegenen, aber noch zu den Salomonen gehörenden Insel Ontong Java lopa oder kui lopu.
Eine moderne Ensemblevariante verbindet Elemente der traditionellen Stampfrohre mit dem Panflötenensemble, indem eine Reihe gestimmter Bambusrohre in einem Rahmen miteinander verbunden und waagrecht auf den Boden gelegt werden: Der Musiker schlägt mit der elastischen Sohle einer Plastiksandale in jeder Hand nicht auf die geschlossenen Enden, sondern auf die Enden von beidseits offenen Röhren. Nicht die idiophone Klangerzeugung wie bei den Stampfrohren steht bei dieser Spieltechnik im Vordergrund, sondern die plötzliche Verdichtung der Luft in der Röhre, weshalb diese Bambusrohre „Explosivaerophone“ genannt werden können.
Mehrere Reihen von Bambusrohren mit Längen zwischen einem halben Meter und über zwei Metern können übereinander gelegt werden. In manchen Orchestern sind die Rohre schräg in einem Gestell in einer Reihe montiert und werden von einem stehenden Musiker von oben gespielt. Diese Bamboo Bands wurden in den 1920er und 1930er Jahren eingeführt. Sie erfreuen sich bei öffentlichen Veranstaltungen großer Beliebtheit. Häufig sorgen sie auch für den Rhythmus in Gitarrenbands und bei Chorgesängen. Bei den ʻareʻare sind die nach den Akkordfolgen der Gitarre gestimmten Bambusrohre als ’au raparapa bekannt.

#### Neukaledonien
Die größte Bevölkerungsgruppe und die Ureinwohner der melanesischen Insel Neukaledonien sind die Kanak, die neben „privaten“ Musikgattungen (wie Wiegenlieder) nach alter Tradition verschiedene zeremonielle Musikformen und Tänze auf den Dorfplätzen aufführen. Durch die protestantische Missionierung ist außerdem der Chorgesang nach europäischem Vorbild verbreitet. Gruppentänze stellen mit abstrahierten synchronen Bewegungsabläufen aller Tänzer eine Geschichte dar. Rhythmisch begleitet werden diese Tänze auf der Hauptinsel Grande Terre von Stampfrohren und einer Bambusschlitztrommel, auf den kleineren Loyalitätsinseln und auf der Île des Pins sorgt ein gemischter Chor mit Stampfrohren und perkussiv verwendeten Blätterbündeln für den Rhythmus bei den Tänzen. Die neukaledonischen Stampfrohre sind 100 bis 140 Zentimeter lang und messen 5 bis 25 Zentimeter im Durchmesser. Zur rhythmischen Tanzbegleitung gehören traditionell außerdem gegeneinander geschlagene Rindenstücke (bwanjep genannte Klappern), die charakteristisch für die Musik auf Grande Terre sind. Trommeln und Musikbögen waren früher vermutlich unbekannt.
Rindenklappern und Stampfrohre ergänzen sich häufig als einzige Musikinstrumente zur Begleitung von Tänzen. Den bevorzugten dumpfen Ton produzieren Stampfrohre, wenn sie auf den etwas feuchten Erdboden gestampft werden, am besten aus einer Höhe von 20 bis 30 Zentimetern.
Die hauptsächliche traditionelle Musikform auf der Hauptinsel ist das Gesangsduo (ae-ae) zweier Männer, die von einem Dutzend sie umgebenden Musikern mit Stampfrohren und anderen Perkussionsinstrumenten begleitet werden. Der Wechselgesang der beiden Sänger handelt von historischen Ereignissen, Naturerlebnissen oder Liebesgeschichten. Alle Anwesenden tanzen im Kreis um diese Musikgruppe herum und beteiligen sich mit Rufen und Pfeifen.
Unabhängig davon, ob mit Stampfrohren, Rindenklappern, Schlitztrommeln, Gegenschlagstäben aus Bambus oder auf den Loyalitätsinseln mit Blätterbündeln produziert, wird der Musik ein stets gleichbleibender Rhythmus unterlegt, der auf Grande Terre entweder ein Zweiertakt (rythme du pilou) oder ein Vierertakt ist. Letzterer ist den Schlitztrommeln und Gegenschlagstäben vorbehalten. Beim weitaus häufigeren rythme du pilou teilen sich die Musiker in zwei Gruppen, die jeweils Stampfrohre und Rindenklappern spielen. Eine Gruppe schlägt den Upbeat, die andere, größere Gruppe den Downbeat. Dadurch ergibt sich eine abwechselnd starke und schwache Betonung des Grundschlags. Bei der Ausführung gibt es regional Abweichungen.
Der gegenwärtig populäre Musikstil der neukaledonischen Jugend ist der Kaneka, der Musikinstrumente aus der westlichen Popmusik wie E-Gitarre und Schlagzeug mit traditionellen Perkussionsinstrumenten wie Stampfrohre und Rindenklappern verbindet. Musikalische Einflüsse sind Reggae, Rock, Folk und Blues. Auf Konzertbühnen verwenden die Bands selten Stampfrohre, weil der hölzerne Bühnenboden nicht den erwünschten dumpfen Ton des Erdbodens ergibt. Bei Studioaufnahmen werden die Bambusrohre ersatzweise auf einen Teppich gestampft.

#### Neuguinea

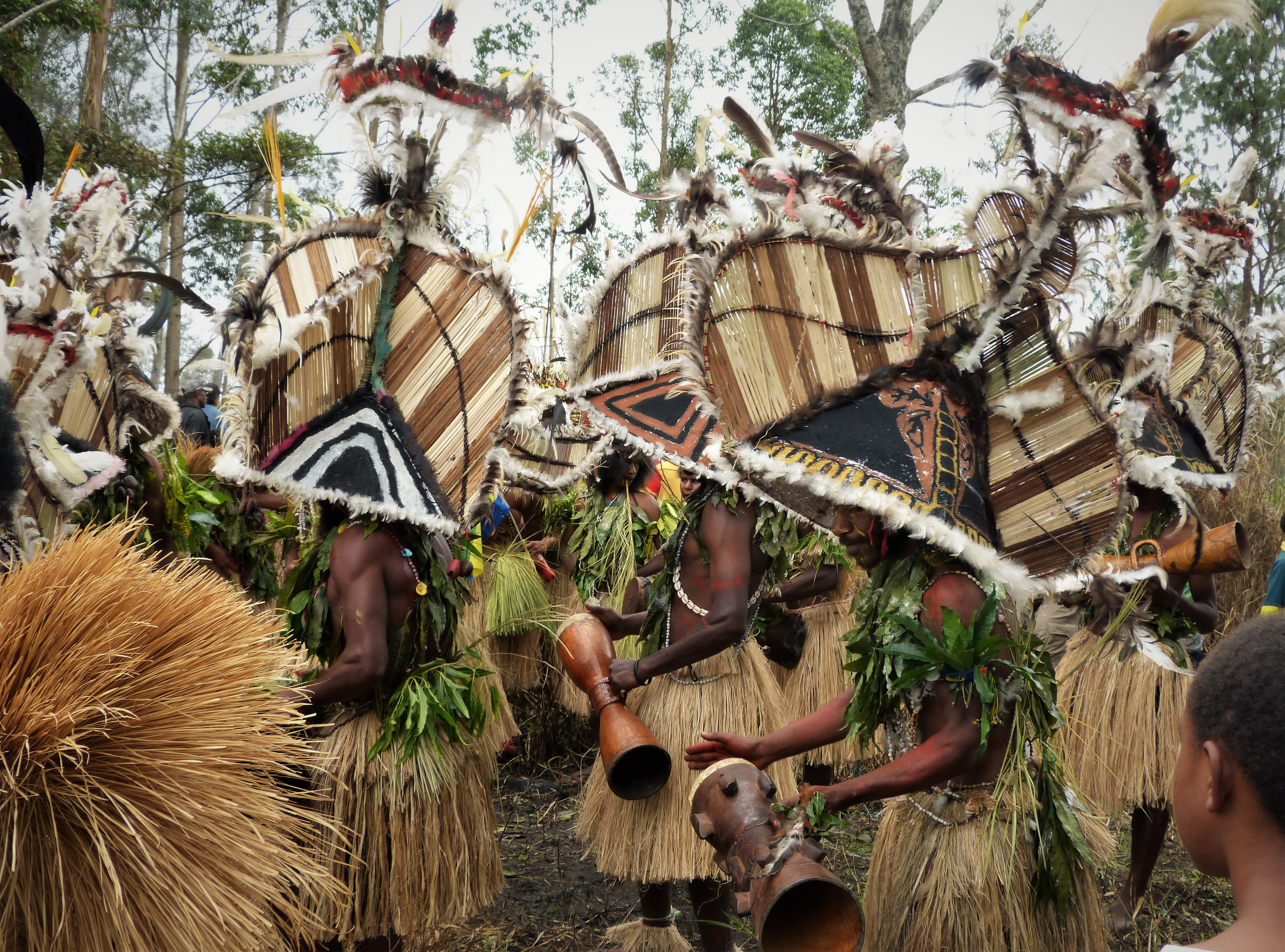
Mit Ritualtänzen zelebriertes Jahresfest (sing-sing) in Mount Hagen im Hochland von Papua-Neuguinea. Die Trommeln kundu und Fußstampfen sind wesentliche Elemente der Tänze.

Die traditionelle Musik Neuguineas besitzt in ihrer Vielfalt über die Grenze zwischen dem zu Indonesien gehörenden Westneuguinea und der unabhängigen Osthälfte Papua-Neuguinea hinweg viele Gemeinsamkeiten der melanesischen Kultur. Neben zahlreichen regionalen Musikinstrumenten sind die Schlitztrommel garamut und die sanduhrförmige Trommel kundu am weitesten verbreitet.
In der Provinz Oro an der Nordküste im Osten verwenden die Teilnehmer an den Gruppentänzen und Gesängen große Bambusstampfrohre, die sie auf den Boden stampfen. Einzelne Spieler schlagen kleinere Bambusrohre, die beidseitig offen sind, mit einem Ende gegen den Oberschenkel und mit dem anderen Ende gegen die flache Hand. Bei den südlich der Provinzhauptstadt Popondetta lebenden Managalasi pflegen die Frauen und Mädchen einen Tanz mit Stampfrohren (’urutu). Bei einem dieser Tänze sind sie in Blätter gekleidet und stampfen, während sie singen: „Ich stampfe den Erdboden mit diesem Rohr.“ Die typischen Managalasi-Lieder, die in den 1960er Jahren kaum noch bekannt waren, heißen itiuri und werden als Wechselgesang von einem gemischten Chor mit Stampfröhren gesungen.
In der Kaiserin-Augusta-Bucht an der Westküste der zu Papua-Neuguinea gehörenden Insel Bougainville leben rund 1500 Sprecher des Banoni, einer austronesischen Sprache, für die ihre hauptsächlich vokale Musik einen wichtigen Platz im täglichen Leben einnimmt. Bei Beerdigungszeremonien schwanken sie rhythmisch mit dem Körper und stampfen mit Füßen oder Händen auf den Erdboden. Früher wurden bei einer Kindertaufe Lieder (dare) gesungen, begleitet von mehreren Stampfrohren (makau taposa). Die Musiker schlugen die Rohre auf ein langes Brett. Zur Gesangs- und Tanzbegleitung verwenden die Banoni ein tsigul genanntes Bambusstampfrohr, dessen oberes Ende geschlitzt ist und ein Rasselgeräusch produziert. Weitere Musikinstrumente der Banoni sind Panflöten aus Bambus, Schlitztrommeln (garamut), ein Mundbogen, eine Bambusmaultrommel (susap) und ein Schneckenhorn.
Bei den Buin im Süden von Bougainville stoßen Frauen bei remuremu-Zeremonien, mit denen das gesunde Heranwachsen der Kinder gefeiert wird, während sie tanzen mit Bambusstampfrohren (tsinguru) auf den Boden. Die Röhren werden einzeln verwendet und sind an beiden Enden offen. Für ein zusätzliches Rasselgeräusch werden manche Röhren am oberen Ende geschlitzt. Bei der remuremu-Zeremonie werden sie von Männern mit Panflöten (takamatsi) unterstützt.
Schlitztrommeln sind besonders vom mittleren Sepik an der Nordküste Papua-Neuguineas wegen ihrer Größe, aufwendigen Schnitzereien und ihrer polyrhythmischen Spielweise bekannt. Die dort lebenden Iatmul bewahren ihre zeremoniell verwendeten Schlitztrommeln (mi und wagen) und Membrantrommeln im Männerhaus auf. Ungewöhnlich ist, dass die Schlitztrommeln nicht geschlagen, sondern mit einer Stange (njai) in jeder Hand gestoßen werden. Wenn zwei Musiker an einer Schlitztrommel agieren, dann stehen sie sich gegenüber. Die Schläge auf der breiteren Seite des Schlitzes erklingen dumpfer als auf der schmäleren Seite.
Stampfrohre verwenden die Iatmul in Form von Wassertrommeln, von denen es zwei Typen gibt. Die abuk waak hat einen zylindrischen oder leicht sanduhrförmigen Holzkorpus wie die Trommel kundu. Auf eine Wasseroberfläche geschlagen entsteht ein Schlag, der an das mythische Krokodil in der Welt der Ahnen erinnern soll. Die nur am Sepik vorkommende kamikaula hat die Form einer umgedrehten Schale mit einem Loch in der Mitte und wird bei Initiationszeremonien eingesetzt. Anstatt sie zu stampfen, lässt der Spieler die auf einen Stock als Führungsschiene gespießte kamikaula in eine Grube fallen und zieht sie an Schnüren wieder heraus. Der Boden der Grube ist entweder mit Wasser bedeckt oder nicht.
In den 1970er Jahren wurden die Bamboo Bands der Salomonen unter dem Namen bembu ben in Vanuatu und in Teilen von Neuguinea eingeführt. Mehrere bis zu zwei Meter lange Bambusrohre mit 7 bis 9 Zentimetern Durchmesser werden floßförmig zusammengebunden. Ein Ensemble besteht aus mindestens drei Sets der Röhren, die in Basslage auf die hauptsächlichen Gitarrenakkorde eines Musikstücks gestimmt sind. In einem dem Boogie-Woogie ähnlichen rhythmisch-melodischen Muster begleiten die Bambusrohre Gitarren und Gesang, vielleicht ein Bezug zur Bluesmusik afroamerikanischer GIs, die im Zweiten Weltkrieg in Melanesien stationiert waren.

### Polynesien

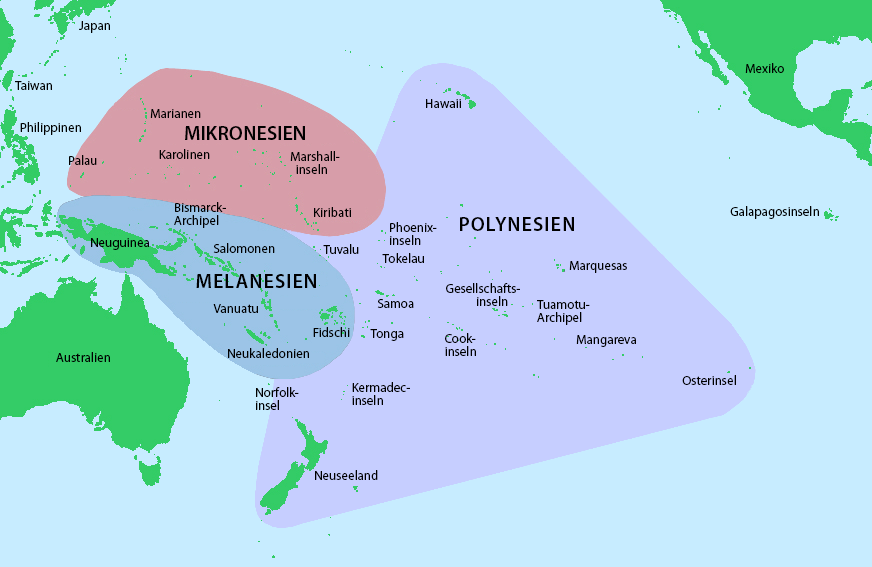
Die drei Kulturareale Ozeaniens: Melanesien, Mikronesien und Polynesien

In Polynesien ist die Verbreitung des Stampfrohrs auf die westlichen Inseln, darunter Samoa und Tonga, konzentriert. Ein isoliertes Vorkommen findet sich auf Hawaii an der Nordspitze des polynesischen Dreiecks. Über die frühere Musik auf der Osterinsel am östlichen Rand Polynesiens ist wenig bekannt. In Mikronesien fehlten Stampfrohre. Allgemein nehmen die Anzahl und die Typen von traditionellen Klangerzeugern in Ozeanien von Westen nach Osten ab.

#### Samoa
Die traditionelle Musik auf Samoa ist bevorzugt vokal. Die Musikinstrumente gehören überwiegend zu den Idiophonen und Membranophonen, Saiteninstrumente waren früher unbekannt. An Blasinstrumenten gab es früher einige Flöten, Nasenflöten, Panflöten und bis heute haben sich als Signalinstrumente Schneckenhörner erhalten. Berichten zufolge verwendeten die Samoaner früher Stampfröhren, Schlagbretter, zusammengeschlagene Kokosnusshälften (ipu) und Schlitztrommeln (logo, nafa und die von Fidschi eingeführte lali).
Die bereits in der zweiten Hälfte des 20. Jahrhunderts verschwundenen Bambusstampfrohre waren als ’ofe bekannt, die allgemeinen Bezeichnung für „Bambus“. Ob sie zur eigenen Tradition gehörten oder zu einer späteren Zeit eingeführt worden waren, ist unklar. Die erste Beschreibung der samoanischen Stampfrohre stammt vom britischen Missionar George Turner, der 19 Jahre Polynesien bereiste, wovon er die meiste Zeit auf Samoa lebte. Über seinen Aufenthalt in der Region veröffentlichte er 1861 ein umfangreiches ethnologisches Werk. Demzufolge verwendeten vier oder fünf Männer jeweils ein verschieden langes Bambusrohr, das sie senkrecht auf den Boden oder auf einen Stein stampften, um entsprechend viele Töne zu erzeugen. Stampfrohre, Schlitztrommeln und seitlich geschlagene Bambusrohre wurden zur Begleitung nächtlicher Tänze eingesetzt. Der neuseeländische Anthropologe Te Rangi Hīroa (alias Peter Henry Buck) verfasste 1930 ein Werk über die materielle Kultur von Samoa. Darin nennt er den Namen ’ofe für die Stampfrohre und fügt hinzu, dass bei einer kurzen Bambusröhre das obere offene Ende mehrfach bis zum ersten Nodium längs geschlitzt wurde, um ein zusätzliches Rasselgeräusch zu erzeugen.

#### Tonga
Die ersten Missionare kamen am Beginn des 19. Jahrhunderts auf die Insel, die nachfolgend zwar unter deutschem Einfluss stand, aber ein unabhängiges Königreich blieb und erst 1900 zu einem britischen Protektorat wurde. Neben starken Einflüssen europäischer Musik sind noch einige indigene Traditionen erkennbar, die nicht zu den von den protestantischen Missionaren unterdrückten Tänzen gehörten. Wie etwa in der sogenannten traditionellen Musik von Tuvalu gibt es auf Tonga eine von Samoa beeinflusste neue Tradition. Außer den aus Fidschi vor langer Zeit eingeführten Schlitztrommeln lali sind die übrigen Idiophone der alten Tradition, darunter Stampfrohre, Schlagbretter und Maultrommeln, heute verschwunden. Über die alte Tradition berichtet der britische Seefahrer James Cook, der 1773 vor Tonga ankerte und von den Inselbewohnern freundlich empfangen wurde:

„… wo 18 Musiker die Tänze begleiten … Vier oder fünf von ihnen hatten Stücke dicken Bambusrohres, drei bis fünf Fuß lang, die sie ungefähr vertikal hielten. Das obere Ende war offen, das untere durch einen Knoten geschlossen. Sie brachten so verschiedene Töne hervor, entsprechend der Länge der Bambusröhren, aber jeder dieser Töne war tief. Um Kontraste hervorzubringen, schlug ein anderer Mann mit zwei Stöcken sehr schnell auf ein Stück Bambus, das geschlitzt war und auf dem Boden lag. Es entstanden dadurch Töne, die entsprechend hoch waren wie die ersteren tief. Die übrigen Musiker sangen wie jene, welche die Bambusröhren spielten, eine weiche und getragene Weise, …“

Wie auf Samoa (’ofe) wurden die Stampfrohre auf Tonga mit dem Wort für „Bambus“, kofe, benannt, jedenfalls ist kein früher verwendeter Name überliefert. Sie gehörten innerhalb der zwei Kategorien, mit der die Musikinstrumente auf Tonga eingeteilt werden, zu den me’a lea („klingendes Ding“). Diese Gruppe umfasst alle geschlagenen Musikinstrumente (Idiophone, Membranophone und moderne Saiteninstrumente). Die Kategorie me’a ifi („geblasenes Ding“) beinhaltet Blasinstrumente.
Soweit bekannt wurden Stampfrohre früher (bis zum 18. Jahrhundert) nur beim Tanz me’elaufola zusammen mit gespaltenen Bambusstreifen verwendet. Ein Spieler legte einen oder mehrere Bambusstäbe vor sich auf den Boden und schlug sie mit zwei Stöcken. Die Länge dieser Stäbe betrug, unterschiedlichen Angaben zufolge, ungefähr 1 bis 5 Meter. Die Stampfrohre dürften etwa 1,2 bis 1,8 Meter lang gewesen sein. Zwischen den Schlagtönen der Bambusstäbe und der Stampfrohre soll ein starker klanglicher und rhythmischer Kontrast bestanden haben. Der Tanz und damit diese beiden Perkussionsinstrumente verschwanden offenbar Anfang des 19. Jahrhunderts.
Ein im Zuge der Rückbesinnung auf verschwundene Musikinstrumente „wiedererinnerter“ Name für das vor langer Zeit durch Basstrommeln (nafa lahi) ersetzte Bambusstampfrohr auf Tonga ist tukipitu. Das Wort ist nach der hierfür verwendeten Bambusart pitu (auf Fidschi bitu), die von kofe unterschieden wird, und dem Verb tuki, „stampfen“, zusammengesetzt. Es gibt Versuche, auch die Tradition des Stampfrohrs wiederzubeleben. Eine Bühnenaufführung fand 2015 im Rahmen einer von der Pacific Arts Association (PAA) auf Tonga organisierten Kulturveranstaltung statt. Sein Spiel wird faiva tukipitu und die Herstellung des Rohrs tufunga ngaohitukipitu genannt. Für die Wiederbelebung alter Musikinstrumente auf Tonga engagiert sich eine Gruppe von Musikern um Tu’ifonualava Kaivelata, die sich Fangufangu Minoa ’O Tonga nennt („Moll-Ton Nasenflöte von Tonga“). Ein historisches Exemplar eines Stampfrohrs aus Tonga wird im norwegischen Universitätsmuseum Bergen aufbewahrt.

#### Hawaii

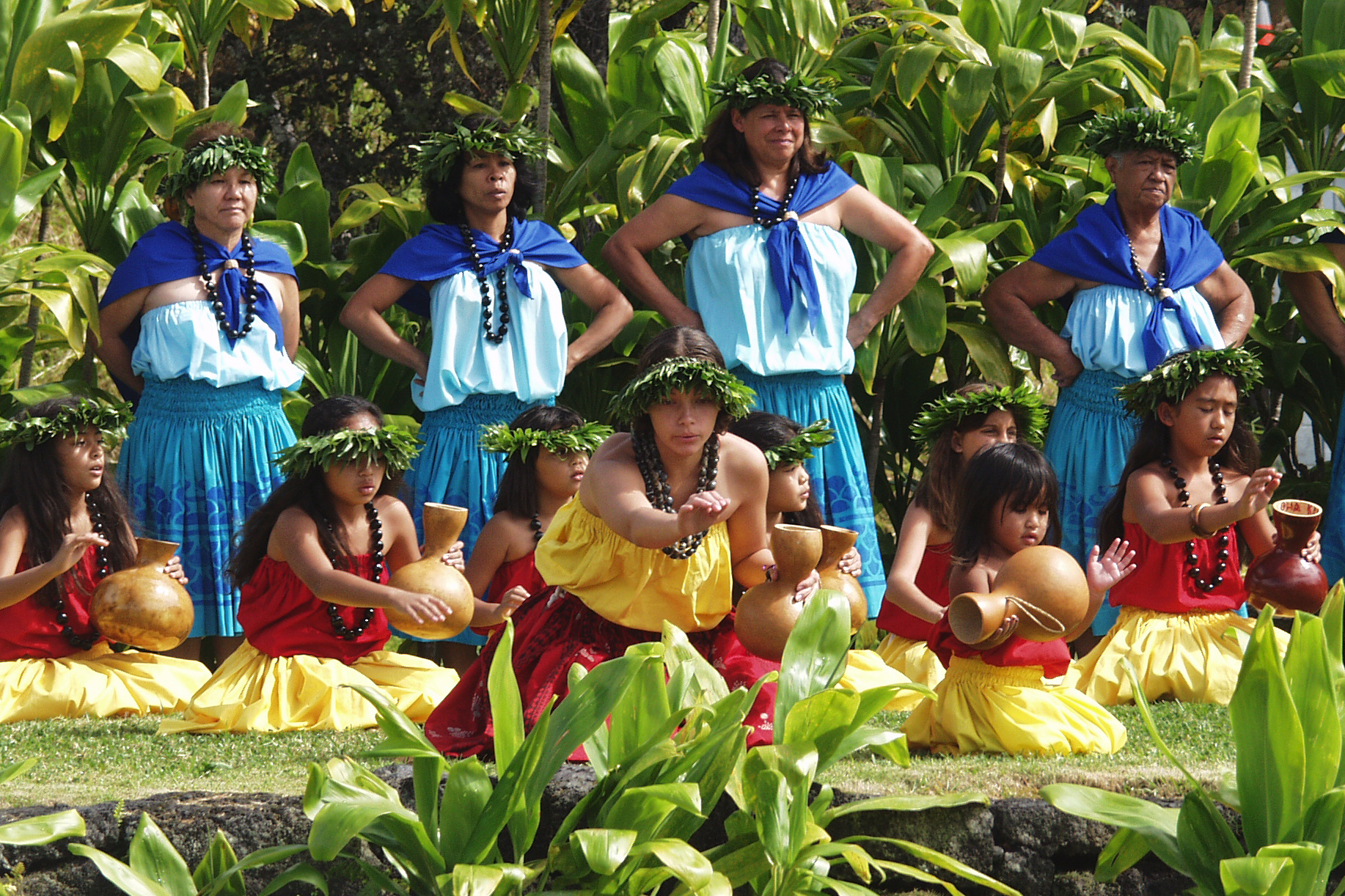
Hula kahiko („traditioneller Hula“) auf Hawaii, rhythmisch begleitet von der flaschenförmigen Kalebasse ipu, die auf den Oberschenkel oder auf den Boden gestoßen und mit der freien Hand seitlich oder auf die Öffnung geschlagen wird

Auf Hawaii wird das Stampfrohr kāʻekeʻeke paarweise zur Begleitung mancher Hula-Tanzlieder (mele hula) verwendet. Die beiden Röhren aus dünnwandigem Bambus sind unterschiedlich lang und bestehen aus einem Internodium mit typischerweise etwa 50 Zentimeter Länge. Der am Boden kniende Musiker hält in jeder Hand ein Bambusrohr und stampft es senkrecht auf den harten Boden. Die tiefer tönende Röhre erklingt auf den Hauptschlag, die höhere Röhre unterteilt deren rhythmisches Muster. Mythischen Erzählungen zufolge soll das Stampfrohr zwischen dem 14. und 16. Jahrhundert aus Tahiti eingeführt worden sein.
Traditionelle mele hula, die vor Anfang des 19. Jahrhunderts, der Ankunft der amerikanischen Missionare, bekannt waren, werden von einem Solosänger oder einem Chor während des Gruppentanzes (hula) vorgetragen und von einem einfachen Rhythmus begleitet. Die Hula-Lieder sind poetische Texte in metrischer Form für die Aufführung als Tanz. Als Rhythmusinstrumente dienen eine oder mehrere pahu hula (mit den Händen geschlagene und mit einer Membran aus Haifischhaut bespannte einfellige Holztrommel), ipu hula („Tanz-Kalebasse“, irreführend „Kürbis-Tanztrommel“) oder ipu heke („doppelte Kalebasse“). Letztere besteht aus zwei verbundenen Kalebassen, die ein sanduhrförmiges Idiophon ergeben, das auf den Boden gestoßen und mit den Händen geschlagen wird. Das kāʻekeʻeke wird in Kombination mit den anderen Perkussionsinstrumenten oder allein gespielt.
Bs in die 1860er Jahre wurden die Hula-Tänze von den Missionaren in den Untergrund verdrängt, erst danach konnten sie in neuer Form wiederbelebt werden. Andere alte traditionelle Rhythmusinstrumente sind Stampfbrett (papa hehi, mit den Füßen gestampft), Kalebassenrassel (ʻulīʻulī), Bambusgefäßrassel (pū‘ili), Gegenschlagstäbe aus Hartholz (kalaʻau) und Kieselsteine als Klappern (ʻiliʻili).

#### Osterinsel
Die Osterinsel ist die östlichste polynesische Insel. Die vorkoloniale Musikkultur ist dort weitgehend verschwunden und durch christliche und weltliche Lieder, die katholische Missionare aus Tahiti in der zweiten Hälfte des 19. Jahrhunderts brachten, ersetzt worden. Ab den 1950er Jahren wurden populäre Musikstile aus Südamerika eingeführt. Von der traditionellen, überwiegend vokalen Musik sind nur wenige Instrumente überliefert. Aus der alten Tradition verblieben Tanzbewegungen in Verbindung mit Gesang, bei denen die Teilnehmer mit den Händen klatschen und mit den Händen rhythmisch auf den Boden schlagen. Als Rhythmusinstrument wurde früher zur Gesangs- und Tanzbegleitung eine Steinplatte zur Klangverstärkung über eine Kalebassenhalbschale (keho) gelegt, auf dem Boden einer Erdgrube platziert und mit Stöcken gestampft. Einem Bericht zufolge gab es früher auch Schneckenhörner. Andere Musikinstrumente, die aus Tahihi oder Südamerika eingeführt wurden, gelten heute als traditionell.

### Südostasien

#### Philippinen
Auf die Inseln der Philippinen übte der seit der zweiten Hälfte des 1. Jahrtausends aus Indien kommende hinduistische und buddhistische Kultureinfluss, der den übrigen Malaiischen Archipel und das südostasiatische Festland prägt, kaum Einfluss aus. Durch die nachfolgenden muslimischen Einwanderer wurden lediglich einige Inseln im Süden islamisiert, die übrigen Inseln erlebten erst mit der spanischen Kolonialherrschaft ab Ende des 16. Jahrhunderts einen tiefgreifenden kulturellen Wandel.
Mindanao und andere südliche Inseln gehören zur Verbreitungsregion der malaiischen Buckelgongs. Landesweit blieben unter den indigenen Bevölkerungsgruppen in abgelegenen Regionen weitere vorspanische, das heißt malaiische Musiktraditionen erhalten. Nur bei indigenen Gruppen erhalten gebliebene Musikinstrumente aus Bambus sind unter anderem Bambusröhrenzithern mit mehreren Saiten (wie die kolitong im Norden der Philippinen) und mit zwei Saiten (ähnlich der gumbeng auf Java), Floßzithern, Stampfrohre und Bambusschlaggabeln (Klappern entsprechend der nordostindischen toka). Stampfrohre verwendeten etwa die Manobo im Norden von Mindanao in der Provinz Agusan del Norte. In der dortigen Provinz Bukidnon gibt es eine talupak genannte Bambusröhrenzither mit mehreren idiochorden (aus dem Bambus herausgetrennten) Saiten, die parallel um die gesamte Röhre verlaufen. Die Röhre ist zusätzlich in der Länge geschlitzt, sodass die Enden wie bei einer Klapper zusammenschlagen. Bauern stoßen das Instrument als Stampfrohr auf den Erdboden, um so zugleich Löcher zum Setzen der Reispflanzen einzudrücken.
Die Kalinga und Tingguian (auch Itneg) auf dem Hochland der nördlichen Insel Luzon nennen ihr Bambusstampfrohr tongatong. Die Kalinga bilden ein Ensemble aus sechs Stampfrohren unterschiedlicher Länge, die sie auf den Boden oder auf ein Holzbrett stampfen. Ein Spieler hält mit einer Hand das Rohr und deckt mit der anderen Hand das offene obere Ende partiell ab, verschließt es mit der Handfläche oder drückt leicht gegen den Rand, um Klang und Tonhöhe zu verändern. Ein oben geschlossenes Rohr produziert einen gedämpften Ton (okak), ein offenes Rohr einen klaren Ton von bestimmter Höhe (bvungog). Diese beiden Klangqualitäten gelten auch für das Bambusxylophon pattatag und die zweisaitige Bambusröhrenzither tambi.
Früher wurden die Stampfrohre bei Ritualen eingesetzt, heute dienen sie der Unterhaltung. Wie bei der kolitong und den vielen anderen Musikinstrumenten aus Bambus ahmen die Stampfrohre der Kalinga in der Unterhaltungsmusik die rituelle Musik der Flachgongs gangsa nach.
Wie anderswo werden die Stampfrohre aus einer dünnwandigen Bambusart (bvulo) hergestellt, ebenso Xylophonklangstäbe und Flöten; Röhrenzithern und Maultrommeln hingegen aus dickwandigem Bambus. Für die sechs Röhren eines Ensembles benötigt es üblicherweise sechs Internodien, deren nach oben abnehmende Länge die Abstufung des Sets grob vorgibt, sodass es nur noch der Feinabstimmung bedarf. In manchen Fällen werden auch zwei Internodien benötigt. Die Längen betragen zwischen 40 und 100 Zentimeter.

#### Indonesien

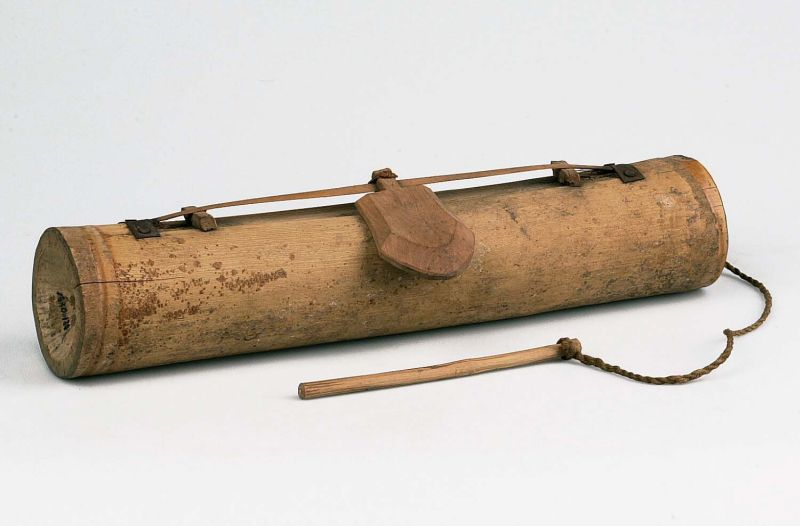
Einsaitige javanische Bambusröhrenzither guntang aus einem beidseitig geschlossenen Internodium. Tropenmuseum Amsterdam, vor 1939. Eine ähnliche Röhrenzither mit zwei Saiten ist in Westjava als kendang awi bekannt.

Dem tongatong ähnliche Stampfrohr-Ensembles sind auch von mehreren Orang-Asli-Gruppen im Inneren der Malaiischen Halbinsel und von den indonesischen Inseln Java, Madura, Bali und Flores bekannt. Unter den zahlreichen indonesischen Musikinstrumenten dominieren die Perkussionsinstrumente und Flöten (suling). Abgesehen von den charakteristischen, kurz vor der Zeitenwende eingeführten Idiophonen aus Bronze wird ein großer Teil der Musikinstrumente seit ältesten Zeiten – oder in der Gegenwart als kostengünstiger Ersatz für europäische Blechblasinstrumente – aus Bambus gefertigt: Xylophone mit Holz- oder Bambusklangplatten, Röhrenzithern, Bambusschüttelidiophone angklung, Bambusschlitztrommeln und das seltene bumbung, das einem einfachen Bambusstampfrohr entspricht, aber zu den Blasinstrumenten gehört; außerdem Gegenschlagstäbe (wie die senggayung der Dayak in Kalimantan) und Stampfrohre. Der Stampftrog lesung der Frauen ist von einem alten Fruchtbarkeitskult zu einem Unterhaltungsmedium geworden.
In Westjava (Sundaregion) bestehen Stampfrohre aus einem Bambusinternodium. Jeder Spieler hält zwei unterschiedlich lange Bambusrohre in den Händen und stampft sie auf einen Stein oder eine andere harte Oberfläche. Jaap Kunst (1949) zufolge beschäftigten sich in der westjavanischen Bergregion Parahyangan (Preanger) hauptsächlich junge Ziegenhirten mit den Stampfrohren. Im Bezirk Bandung wurde das Stampfrohr kinchir (sundanesisch für „Spinnrad“) genannt und in der Stadt Tasikmalaya kendang awi. Letzteres ist auch die Bezeichnung für eine idiochorde Bambusröhrenzither, die in der Sundaregion ansonsten celempung heißt. Frauen, die früher Wasser in Bambusröhren (sundanesisch lodong, großer Durchmesser und meist zwei Internodien) transportierten, verwendeten diese ebenso gelegentlich als Stampfrohre.
Die Ngada im gleichnamigen Regierungsbezirk auf der Insel Flores verwenden das Bambusstampfrohr thobo manchmal zur Begleitung endgeblasener Flöten, die sie solo oder in Ensembles spielen.
Im Regierungsbezirk Sikka spielt im Ensemble letor ein Musiker zwei 40 bis 50 Zentimeter lange Bambusstampfrohre boku. Hinzu kommen drei Musiker mit dreisaitigen idiochorden Bambusröhrenzithern toda (ähnlich der balinesischen guntang). Einer dieser Musiker spielt drei, ein Musiker zwei und der dritte Musiker eine toda. In einem anderen, todagu genannten Ensemble im Regierungsbezirk Ngada sind die Stampfrohre durch zwei einfellige, aufrecht stehende Trommeln laba toda ersetzt.
In den 1890er Jahren sammelten die Schweizer Naturforscher Fritz und Paul Sarasin im Bezirk Bolaang Mongondow in der Provinz Nordsulawesi einen Reisstampfer bestehend aus einer 177 Zentimeter langen Holzstange, die im unteren Teil einen runden und im oberen Drittel einen quadratischen Durchmesser besitzt. Im oberen Teil sind längs zwei langrechteckige Aussparungen herausgeschnitten, in denen jeweils ein kurzer Holzpflock als Klöppel eingesetzt ist, der frei gleiten kann. Beim Stampfen schlagen die Klöppel oben und unten gegen den Stock und verursachen ein prasselndes Geräusch zusätzlich zum Stampfrhythmus. Das Instrument diente vielleicht zur Aufmunterung bei der Arbeit oder zur akustischen Kontrolle für den Arbeitgeber. Für den ersten Fall verweisen die Autoren auf ein andernorts rituell („feierlich und ernst“) durchgeführtes Stampfen der Löcher für das anschließende Setzen der Reispflanzen. Über ähnliche zusätzliche Schlagfolgen zum Arbeitsrhythmus berichten die beiden Sarasin aus Enrekang in der Provinz Südsulawesi. Dort fanden sie einen Webstuhl, bei dem eine Stange rinnenförmig ausgehöhlt war. Im Hohlraum waren Bambusstücke eingeschlossen, die bei Bewegung der Stange klapperten.

#### Malaysia
Die Kajang und Sekapan, ethnische Minderheiten im malaysischen Bundesstaat Sarawak, verwenden ein mindestens zwei Meter langes dünnes Bambusstampfrohr kesut in Prozessionen bei fast allen zeremoniellen Anlässen. Das Bambusrohr ist häufig im oberen Bereich mit engen parallelen Schnitten eingeritzt, sodass die Fasern der oberen Schicht abstehende Büschel bilden. Die Spieler gehen traditionell mit den kesut auf der Verandah des Langhauses in zwei Gruppen in einer Reihe und stampfen auf den Bretterboden. Gestampft wird in gleichbleibendem Tempo. Bei einem Vierertakt schlägt eine Gruppe auf 1 und 3, die zweite Gruppe auf 2 und 4. Der leitende Spieler hält zwei kesut in den Händen und stampft außerhalb des Rhythmusmusters der anderen. Bei Bühnenaufführungen (tarian kesut) anlässlich von Kulturveranstaltungen stampfen die Ensemblemitglieder auf ein frei schwingendes langes Brett am Boden.
Die Senoi bilden die größte Gruppe der Orang Asli (indigenen Bevölkerung) der Malaiischen Halbinsel. Bei einer rituellen Gesangs- und Tanzaufführung stampfen Frauen und Mädchen paarweise mit einem kurzen, hoch tönenden („weiblichen“) und einem langen, tief tönenden („männlichen“) Bambusrohr, während sie mit einem Chorgesang auf die Stimme eines männlichen Schamanen antworten, der in einem Trancezustand das Land der Geister besucht. Die Senoi-Frauen halten in jeder Hand eines der ungleich langen Bambusrohre, die sie chentoq nennen, und stampfen damit abwechselnd bei den nächtlichen Ritualen. Dieselben Bambusrohre werden auch als Wasserbehälter und Kochgefäß verwendet.

### Ostasien
Bambus ist eine der acht Kategorien der chinesischen Musikinstrumente, die aus zahlreichen, seit ältester Zeit gespielten Bambusflöten besteht. Außer bei Flöten, Panflöten, den Spielpfeifen der Mundorgel sheng sowie früher Bambusröhrenzithern und Maultrommeln wird Bambus kaum für Musikinstrumente verwendet. Das ch’ung tu (auch chundu) ist ein historisches chinesisches Perkussionsinstrument, das ursprünglich ein Stampfrohr aus Bambus war. Ein Teil der Rohrlänge war vom oberen Ende in mehrere Streifen gespalten, die beim Aufschlagen auf den Boden ein klapperndes oder raschelndes Geräusch verursachten.
Chinesische Überlieferungen aus der Tang-Dynastie (617–907) beschreiben eine Blütezeit der höfischen Orchester, die zusammengenommen aus 500 bis 700 Mitgliedern bestanden. Eines dieser Orchester setzte sich demnach aus 20 Kegeloboen (suona), 200 Mundorgeln (sheng), 40 Flöten, 128 Lauteninstrumente, 120 Harfen (konghou) 2 Klangsteinspielen (bianqing), 2 Glockenspielen (bianzhong) und etlichen Trommeln zusammen. Ein Tanzorchester bestand aus 44 Musikern. Davon bildeten 20 Trommler (ya) den Rand eines Kreises, der ein Quadrat umschloss, in welchem 24 Musiker mit Stampfrohren, Bambusklappern und Trommeln positioniert waren.
Zu einer späteren Zeit bezeichnete ch’ung tu ein Stabklappernbündel, das aus zwölf etwa 30 Zentimeter langen und 2,5 Zentimeter breiten Bambusstreifen bestand, die – an einem Ende zusammengebunden – bei zeremoniellen Anlässen mit einer Hand auf die andere Handfläche geschlagen wurden.
Ein dem ch’ung tu entsprechendes Bambusstampfrohr ist das tok in Korea. Es ist rund zwei Meter lang und oben teilweise in Streifen gespalten.

### Afrika
Über 6000 Jahre alte Tanzszenen von neolithischen Jägern, die an Felswänden in der algerischen Sahara abgebildet sind, erinnern an den Stampftanz ndlamu der Zulu in Südafrika. Die ältesten und bis heute vorkommenden Methoden der rhythmischen Strukturierung des Gesangs sind in Afrika wie allgemein Händeklatschen und Fußstampfen, häufig durch Rasseln an den Fußgelenken verstärkt. Gelegentlich kann auch die Stimme eingesetzt werden, um Trommeln und andere Perkussionsinstrumente zu imitieren. Stampfrohre werden in Afrika zur Gesangs- und Tanzbegleitung und in der zeremoniellen Musik (für Fruchtbarkeitsrituale) eingesetzt.
In Westafrika müssen Stampfrohre früher weit verbreitet gewesen sein, weil von hier die Tradition im 19. Jahrhundert in die Karibik gelangte. Weitere Verbreitungsregionen sind die ostafrikanische Küste, wo Stampfrohre nicht in reinen Ensembles wie in Westafrika üblich, sondern hauptsächlich zusammen mit anderen Musikinstrumenten gespielt werden. Vereinzelt kommen oder kamen Stampfrohre in Zentralafrika und im südlichen Afrika vor.

#### Ghana, Benin

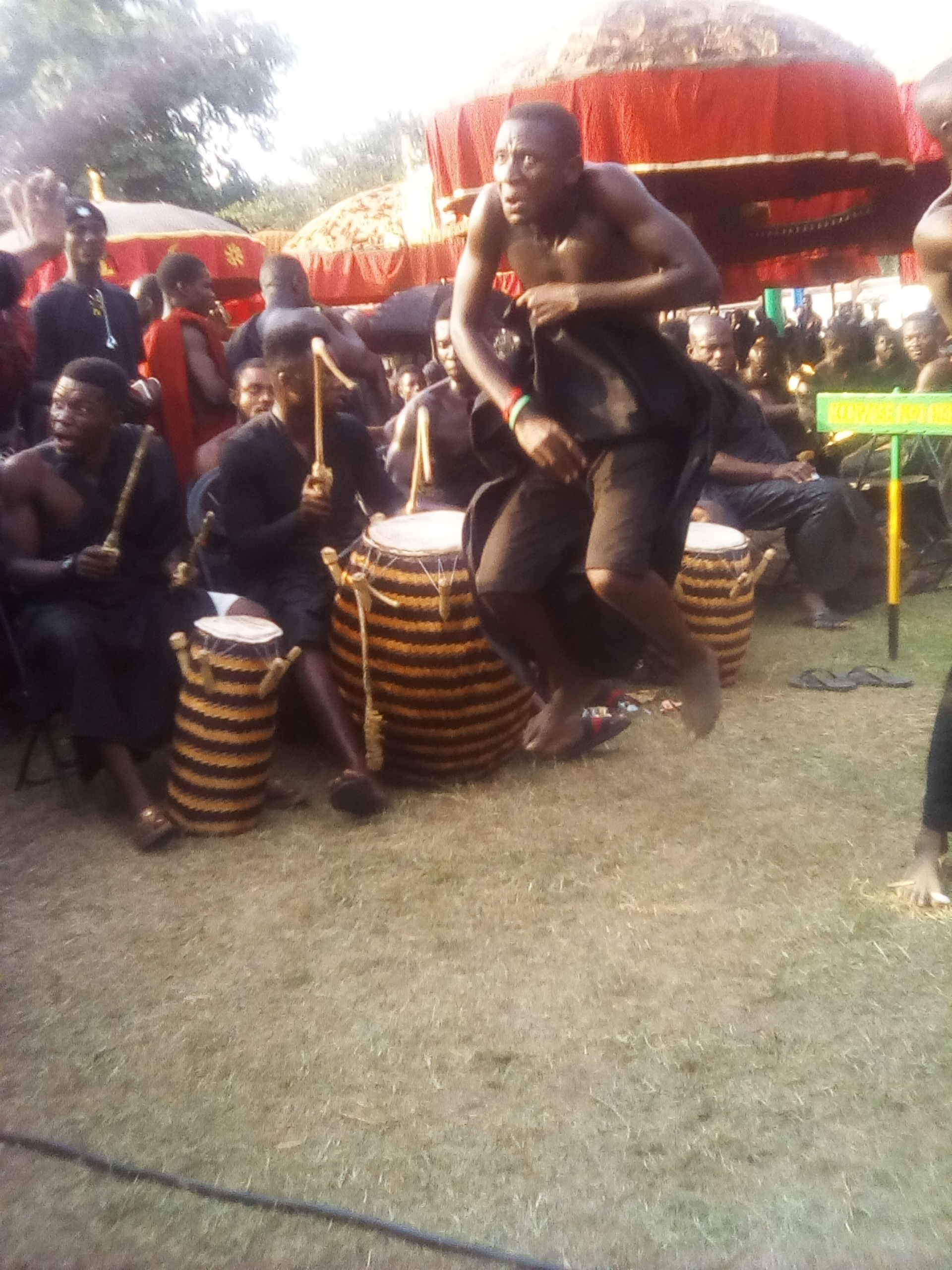
Drei von Männern gespielte sakrale Trommeln bei einem Adowa-Zeremonialtanz in Ghana, an deren Stelle Frauen der Ga drei Bambusstampfrohre verwenden

Ein Instrument, das die Möglichkeiten des Körperschlags mit den Händen erweitert, ist das westafrikanische Kalebassen-Stampfrohr („Schlagkürbis“, englisch gourd-stamping tube). Es besteht aus einer langen schlanken oder flaschenförmigen Kalebasse, die mit einer der beiden Öffnungen auf einen Unterarm, Oberschenkel oder einen anderen Körperteil gestoßen wird. Bei den Akan in Ghana heißen dieses Stampfrohr, der dazu gehörende Gesang und der Tanz adenkum. Das überwiegend von Frauen verwendete adenkum ist ein dickbauchiger Flaschkürbis, der mit einer Hand oben am Hals gehalten und mit dem breiten Ende auf den Oberschenkel gestoßen wird, was einen hellen Schlag ergibt. Mit der anderen Handfläche schlagen die Musikerinnen auf die Öffnung am Hals, um einen kräftigeren dumpfen Ton zu erzeugen. Adenkum ist ein fröhlicher Gesangsstil, der an das von den Ahnen Ererbte erinnern soll.
In der zweiten Hälfte des 17. Jahrhunderts übernahmen die Ga im südöstlichen Ghana von benachbarten Akan den bei Begräbnissen und anderen Zeremonien der Gemeinschaft aufgeführten Tanzmusikstil Adowa. Heute wird der an die Sozialstruktur der Ga angepasste Adowa hauptsächlich bei Begräbnissen und beim jährlichen Erntedankfest zur Erinnerung an die Ahnen gezeigt. Aufgeführt wird Adowa von zwei Varianten des Ensembles. Im Ensemble Nungua werden Trommeln verwendet, die aus dem Holz heiliger Bäume gefertigt wurden, deshalb sie als Kultobjekte gelten und von Frauen nicht gespielt werden dürfen. Frauen ersetzen diese Trommeln im Ensemble Osu durch drei Stampfrohre pamploi (Singular pamplo) aus Bambus. Jeweils eine Frau spielt eines der unterschiedlichen pamploi, die zwischen 30 und 40 Zentimeter lang sind. Die übrigen Musikinstrumente in beiden Ensembles sind eine den Takt markierende klöppellose Handglocke ngongo und mehrere Kalebassenrasseln fao. Zwei der pamploi produzieren mit einem höheren Ton Begleitrhythmen, während der tiefer klingende pamplo rhythmisch improvisiert. Meist werden sie auf Steinplatten gestampft.
In den 1990er Jahren wurde im Dorf Mesomagor (40 Kilometer nördlich von Cape Coast) das Kukyekukyeku Bamboo Orchestra gegründet, um eine einige Jahrzehnte zuvor verlorengegangene Tradition des Dorfes wiederzubeleben. Das Orchester besteht aus vier namentlich unterschiedenen Gruppen von Bambusstampfrohren und einer Handglocke (Doppelglocke gankogui) als Taktgeber. Die Röhren sind ein bis zwei Internodien lang, von mittleren Durchmessern und werden mit einer Ausnahme vom sitzenden Musiker auf eine feste Unterlage (Holzkiste) gestampft. Die Ausnahme ist das Bass-Stampfrohr aus zwei Internodien und einem Durchmesser von mindestens 12 Zentimetern, das im Stehen gestampft wird. Zwei Musiker spielen zwei Stampfrohre zugleich, einer spielt eine kurze Röhre mit der Freiheit, rhythmisch improvisieren zu dürfen, und ein Musiker spielt das einzelne Bass-Stampfrohr. Musikalisch orientiert sich das Orchester am Tanzmusikstil Highlife. Neben dem zur selben Zeit gegründeten Kakum-Nationalpark trägt das Orchester zu den wachsenden Einnahmen aus dem Tourismusgeschäft bei. Das Orchester ist das Resultat einer kollektiven wirtschaftlichen Umorientierung der Dorfgemeinschaft, deren bisherige Lebensgrundlagen Jagd und Holzgewinnung durch die Einrichtung des Nationalparks weggebrochen waren.
Ein ähnliches Orchester in Ghana mit einem Bühnenprogramm ist das Nyamebekyere Bamboo Orchestra im Dorf Nyamebekyere im Akwapim-Kulturgebiet in der Eastern Region.
Der französische Musikwissenschaftler Julien Tiersot veröffentlichte 1903 einen Aufsatz über die Musik von Dahomey (heute Benin), worin er neben den hauptsächlich gebrauchten, teilweise mehr als zwei Meter langen Trommeln das 30 Zentimeter lange Bambusstampfrohr cucugocu erwähnt, das von einem hockenden Spieler im Takt auf den Boden gestoßen wurde.

#### Nigeria
Die Idoma in Nigeria kennen das Kalebassen-Stampfrohr als òbò (oder òpò) und die Hausa als shantu. In Nigeria ist das Kalebassen-Stampfrohr lang, schlank, an beiden Enden offen und wird auf dieselbe Art von Frauen zur Unterhaltung gespielt. Die mit dem shantu gespielte Musik hat ihren Ursprung bei Frauen der muslimischen Hausa im Norden Nigerias, die in der Abgeschiedenheit eines Harems lebten. Die Frauenlieder konnten nur von der Männerwelt abgeschottet im Innenhof eines Hauses gesungen werden, allein schon wegen der Bekleidungsvorschriften, da die Frauen ihr Kleid über ein Knie heben mussten, um das shantu mit einem Ende auf den nackten Oberschenkel stoßen zu können.
Nachdem der Kürbis ausgehöhlt und getrocknet ist, reiben ihn die Frauen mit Öl ein und ritzen mit einem Messer geometrische Ornamente oder Figuren ein (nach einer Beschreibung von 1955 Fahrräder und andere Zivilisationsprodukte der europäischen Kolonialzeit). Die so dem shantu entgegengebrachte Wertschätzung hängt auch mit der Bedeutung des Kürbis als Glücks- und Fruchtbarkeitssymbol zusammen. Dem entsprechend sind es freudige Anlässe für die Zusammenkunft zum shantu-Liedersingen wie das Bekanntwerden einer Schwangerschaft oder eine Geburt. Die Anzahl der Teilnehmerinnen richtete sich nach der Zahl der Ehefrauen (bis zu vier nach muslimischem Recht) und in einem reichen Haushalt auch nach der Zahl der Konkubinen und Bediensteten. Meist sangen und musizierten mehr als vier Frauen, teilweise unterstützt durch kleine Jungen mit taktgebenden Perkussionsinstrumenten. Heute führen Frauen shantu-Lieder auch in der Öffentlichkeit auf. Im Zuge des 
Sklavenhandels gelangte das shantu mit weiblichen Sklaven vereinzelt auch nach Nordafrika.
Bekannt sind ferner Bambusstampfrohre der Bassa im östlich an Nigeria grenzenden Kamerun, von denen Roger Blench (2009) sechs Exemplare in unterschiedlichen Größen mit einem oder eineinhalb Internodien abbildet.

#### Uganda
Ein allgemeines Verb „(ein Musikinstrument) spielen“ ist in afrikanischen Sprachen ungebräuchlich. Stattdessen werden je nach Instrumententyp unterschiedliche Verben verwendet, die in ihrer Grundbedeutung häufig „schlagen“ bedeuten. In Uganda bezieht sich beispielsweise okuteera gleichermaßen auf das Händeklatschen omungaro, die einsaitige Fiedel endingidi, die Trogzither inanga und die Längsflöte emubanda. Ein Verb, okuhonda („stampfen“), wird nur für ein einziges Musikinstrument gebraucht: das Bambusstampfrohr entimbo.
Das entimbo ist ein etwa 100 Zentimeter langes Bambusrohr von 7 bis 9 Zentimetern Durchmesser. Es wird oder wurde ausschließlich von Männern der Nkole (Banyankole) im Reich Ankole in leicht gebeugter Position auf den Boden gestampft, sodass ein dumpfer Schlag entsteht. Dieser ergänzt klanglich die Rhythmen von Trommeln und Rasseln, ohne die es nie eingesetzt wird. Die Ankole im Südwesten Ugandas werden auf sozialer Ebene in Vieh züchtende Hima und in Ackerbau treibende Iru eingeteilt. Letztere besitzen ein größeres traditionelles Instrumentarium, das überwiegend aus Perkussionsinstrumenten besteht. Zu diesen gehörten früher die Trommeln des königlichen Trompetenensembles amakondere, verschiedene Rasseln, die aus einem Tontopf bestehende Wassertrommel nyungu und das entimbo. Früher gehörte das entimbo auch zum Tanz ekitaaguriro, der durch heftiges Fußstampfen und kreisende Armbewegungen gekennzeichnet ist.

#### Kenia, Tansania

Hölzernes Stampfrohr kyaa der Kamba in Kenia mit einer Verlängerung zum Festhalten am oberen Ende und einer Verschlusskappe am unteren Ende

Von den übrigen Stampfrohr-Traditionen in Ostafrika liegen nur vereinzelte und spärliche Berichte vor. Die Kamba im Osten Kenias spielen oder spielten das kyaa (oder kya, früherer Name muvungu), ein seltenes Stampfrohr aus dem Holz einer Euphorbia-Art. Ein ausgehöhlter Stamm wird am unteren Ende anstelle des fehlenden Wachstumsknotens mit einer Kappe verschlossen. Das leicht gebauchte Holzrohr ist ein Meter lang und hat einen Durchmesser von etwa 22 Zentimetern. An einem umgebundenen Draht sind Metallrasseln befestigt, die beim Stampfen ein zusätzliches Geräusch verursachen. Das kyaa ist vermutlich nahezu oder völlig verschwunden.
Ein an beiden Enden offenes Bambusrohr namens mivungu verwendete die zu den Mijikenda gezählte Ethnie der Chonyi an der kenianischen Küste.
Die im Nordosten Tansanias lebenden Pare gaben den ethnographischen Notizen des deutschen Siedlers Anton Karasek zufolge Anfang des 20. Jahrhunderts den ähnlich klingenden Namen muzungu (mzungu, Plural mizungu) für ein etwa 200 Zentimeter langes und 5 Zentimeter dickes Bambusstampfrohr an. So hieß auch der Tanz, bei dem die Tänzer das Bambusrohr auf den Boden stampften. Karaseks Beschreibung enthält die Abbildung eines 137 Zentimeter langen Bambusrohrs. Es ist nicht klar, ob dieses Stampfrohr am unteren Ende offen oder geschlossen war. Auch die Beschreibung eines Bambusrohrs oder wohl eher eines Stampfstabs der Shamba im Gebiet der Usambara-Berge ist nicht eindeutig zu interpretieren. Bekannt ist lediglich sein Name bazara und seine Verwendung zur Tanzbegleitung.

#### Kongo
Im Königreich Loango in der heutigen Republik Kongo gab es einer Beschreibung vom Anfang des 20. Jahrhunderts zufolge wie in Nigeria ein Stampfgefäß (dikanmbo) aus einer Kalebasse oder aus der Frucht des Affenbrotbaums, das abwechselnd mit der unteren Öffnung auf einen Schenkel und oben mit der flachen Hand geschlagen wurde. Die Nkole in Uganda schlugen auf ähnliche Weise nach dem Prinzip eines Explosivaerophons mit einem Lappen auf die Öffnung eines Wasserkrugs. Das Stampfgefäß in Loango wurde ntubu (Plural sintubu) genannt und zusammen mit einem Schraper bei der Initiation (nkumbi) junger Mädchen verwendet. Auch dieser Beschreibung ist nicht zu entnehmen, ob das Stampfgefäß einseitig oder beidseitig eine Öffnung besaß: eine Unklarheit, die für einige in kolonialzeitlichen Schriften als „Schlagkürbis“ aufgeführte Musikinstrumente besteht.

#### Angola
Die Ovimbundu in Angola nannten ihren von Frauen verwendeten Schlagkürbis otchitamba oder ovitamba.
Bambus wird häufig im Umkreis von Ackerbau treibenden Gehöften angebaut. Die traditionell als nomadische Jäger und Sammler lebenden !Kung im südlichen Afrika verwenden stattdessen für ihr Stampfrohr bavugu die Fruchtschale der wildwachsenden Art Strychnos spinosa („Kaffer-Orange“), die ihnen auch zur Resonanzverstärkung ihres Musikbogens anstelle der sonst üblichen Kalebasse dient. Das bavugu besteht aus drei in einer Reihe mit schwarzem Wachs verklebten Fruchtschalen. Frauen der !Kung halten das Instrument mit der linken Hand und stoßen es auf ihren linken Schenkel, während sie mit der rechten Hand auf die obere Öffnung schlagen.

#### Madagaskar
Idiophone sind in der traditionellen Musik Madagaskars die wichtigste Instrumentengruppe, die aus Schrapern, Rasseln, Klappern, Stampfrohren und dem Schenkelxylophon atranatra besteht. Alle genannten Instrumentengruppen und weitere Klangerzeuger (wie die Röhrenzither valiha) sind aus Bambus gefertigt.
Curt Sachs (1938) gibt nach Berichten um 1900 den Namen doka für ein 60 Zentimeter langes Bambusstampfrohr an, das in einer unbekannten Region zur Tanzbegleitung verwendet wurde. Die Ethnien der Tanala und Betsileo im südlichen zentralen Hochland nennen das Stampfrohr Norma McLeod (1977) zufolge auf Malagasy dombolo. McLeod beruft sich auf den katholischen Pater Henry Dubois, der 1906 in Madagaskar ankam und 1938 eine Monographie des Betsiléo (Madagascar) veröffentlichte. Weitere Namen waren demnach dombolon-dolo („dombolo der Geister“) und kidombolondolo.
Anders als in den meisten Kulturen wurde das Stampfrohr in Madagaskar nicht zu mehreren mit verschiedenen Tonhöhen, sondern üblicherweise nur einzeln verwendet. Lediglich zur Klangverstärkung wurden, wie aus den Aufzeichnungen von Paper Dubois hervorgeht, gelegentlich mehrere Röhren zusammengebunden, um sie gemeinsam auf den Boden zu stampfen. Damit scheint das Stampfrohr als ein Beispiel für den Kulturtransfer von den indonesischen Inseln nach Madagaskar, der etwa für die Bambusröhrenzither valiha vermutet wird, nicht infrage zu kommen. Außerdem kann ein derart einfacher Klangerzeuger prinzipiell überall unabhängig eingeführt worden sein. McLeod fand bei ihrem Aufenthalt lediglich zwei Exemplare mit jeweils drei durch Hautstreifen verbundenen Röhren von unterschiedlicher Länge, die kidi-dombolo („kleine dombolo“) genannt wurden.
Anfang des 20. Jahrhunderts wurden die Stampfrohre bei zwei magischen Ritualen gebraucht. Das eine Ritual (salamanga) war die Initiation eines Heilers, bei welcher der Initiant in den Zustand der Besessenheit von einem bösen Geist geriet, die ihn zwang, tagelang wilde zuckende Tanzbewegungen zu machen. Die Tänze wurden lautstark von Händeklatschen und Schlaginstrumenten begleitet. Beim zweiten Tanz (bilo) geriet eine größere Personengruppe in einen als „epidemisch“ beschriebenen psychischen Ausnahmezustand, der für Pater Dubois die Folge eines Malariafieberschubs war. In den 1970er Jahren war aus diesem Tanz eine kontrollierte und zeitlich begrenzte Aufführung eines Ekstasetanzes geworden. Tanala scheint der Ausgangspunkt und das Verbreitungszentrum der madegassischen Stampfrohrtänze gewesen zu sein.

### Karibik

#### Trinidad

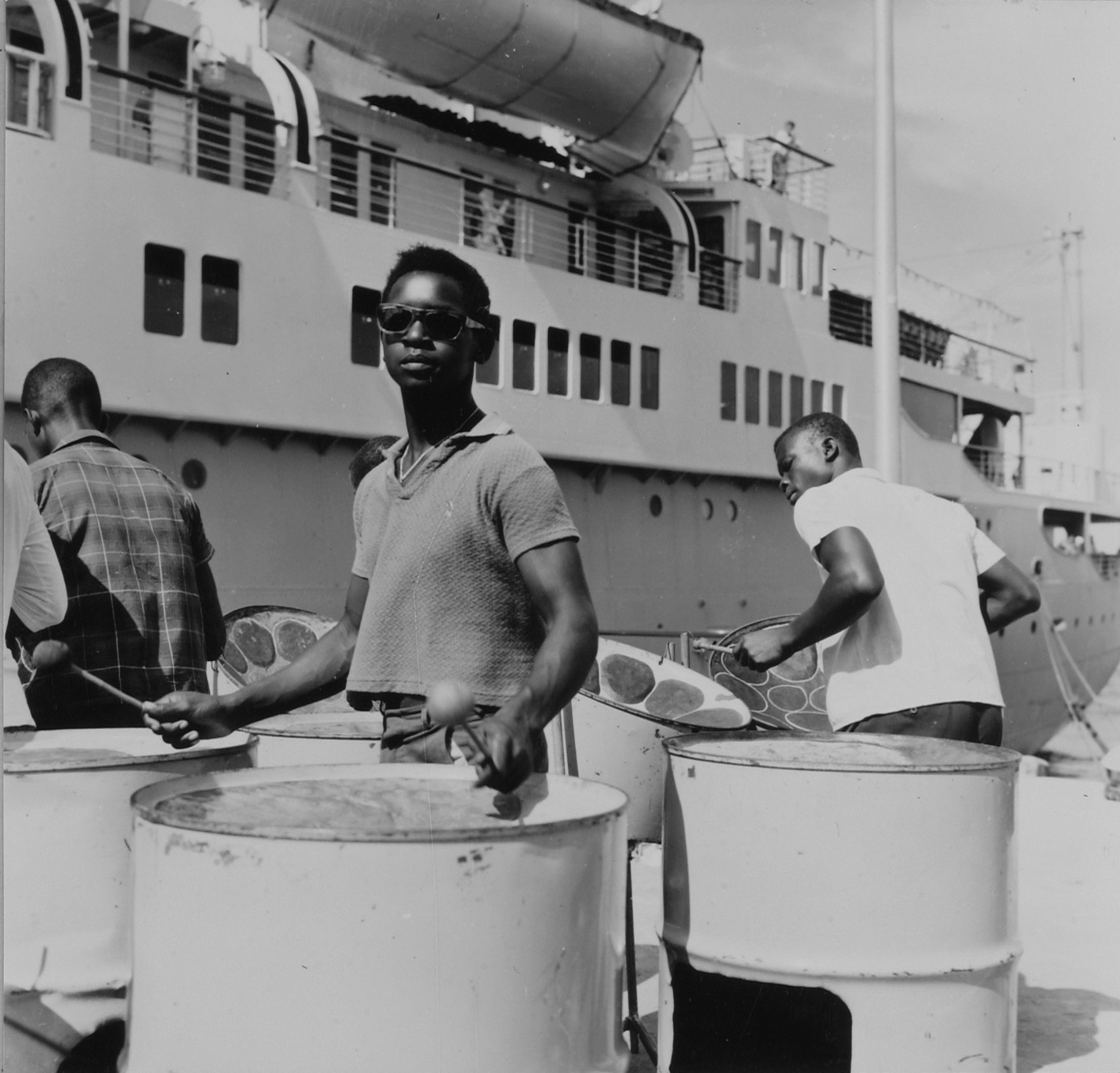
Entwicklung zur steelpan. Vorne unbearbeitete Ölfässer, hinten Ölfässer mit gewölbter Stirnseite und eingearbeiteten Klangfeldern. Sint Maarten, Karibik, 1964

Schwarzafrikanische Sklaven, die ab Anfang des 16. Jahrhunderts im Zuge des transatlantischen Sklavenhandels in die Karibik verschleppt worden waren, brachten die Musiktraditionen ihrer west- und zentralafrikanischen Heimat mit. Eine der wenigen Möglichkeiten zur kulturellen Entfaltung bei den harten Arbeits- und Lebensbedingungen als Sklavenarbeiter bot ihnen das Trommelspiel bei abendlichen und nächtlichen Versammlungen. Auch nach der Abschaffung der Sklaverei im Britischen Weltreich, die im Slavery Abolition Act 1833 Gesetzeskraft erlangt hatte, blieben die weithin hörbaren afrikanischen Trommelrhythmen für die Unterhaltung bei gesellschaftlichen Treffen wesentlich. Nachdem es bei solchen Treffen 1881 und 1884 auf Trinidad zu Unruhen unter den Nachfahren der befreiten Sklaven gekommen war, verbot die britische Kolonialverwaltung das Spiel afrikanischer Trommeln. Die Behörden wollten auch nicht weiter die großen Menschenmengen zulassen, die bei Karnevalveranstaltungen zu den „wilden“ afrikanischen Stocktänzen zusammenströmten. Geplant war außerdem, mit den Trommeln die zum Shango-Kult gehörenden religiöse Zeremonien zu untersagen.
Die Verbote erwiesen sich als praktisch nicht umsetzbar. Die Shango-Kulte wurden an abgelegeneren Orten weiterhin praktiziert und anstelle der Trommeln führten die afrikanischen Musiker Bambusstampfrohre ein, die beim Aufstampfen auf dem Boden einen ähnlich tiefen dumpfen Schlag wie die Trommeln hervorbrachten. Aus mehreren Stampfrohren ungleicher Länge wurde ein Melodieinstrument und hinzugenommene Metallteile als Aufschlagidiophone ergänzten mit ihren hohen harten Schlägen den Gesamtklang des neuen Ensembletyps, der den Namen Tamboo-Bamboo erhielt. Tamboo ist von französisch tambour, „Trommel“, abgeleitet. Dieses Ensemble füllte schnell die durch das Verbot der Trommeln entstandene musikalische Lücke.
Die Tamboo-Bamboo-Bands wurden nach unterschiedlichen Ansichten spätestens ab 1890 oder spätestens ab 1910 bei Straßenveranstaltungen eingesetzt. Jedes Bambusrohr im Ensemble wurde seiner musikalischen Funktion entsprechend einer von drei Gruppen zugeordnet: (1) cutter (von englisch to cut, „schneiden“, die Übersetzung von Kikongo kata), (2) foulé oder fulley (von französisch refouler, „verdrängen, zurückweisen“) und (3) boom (lautmalerisch für den tiefsten Ton). Diese Einteilung stimmt mit den drei funktionellen Typen der von der indischen Bevölkerung auf Trinidad gespielten kleinen Kesseltrommel tassa überein. Die tassa basiert wiederum auf der indischen dhol-tasha-Tradition der in Nordindien bei Festveranstaltungen gespielten Zylindertrommel dhol mit der Kesseltrommel tasha. Indische Arbeitsmigranten führten ab 1845 aus beiden Trommeln bestehende Ensembles auf Trinidad ein. In einer Tassa-Band spielen üblicherweise eine führende Kesseltrommel cutter, zwei begleitende Kesseltrommeln foulé und eine tief tönende Zylindertrommel bass zusammen. Die begleitenden Bambusrohre werden auch als ein foulé und ein chandler unterschieden. Das Bambusrohr boom vertritt die große Zylindertrommel bass. Alle sind zwischen etwa 120 und 150 Zentimeter lang.
Die indische und die afrikanische Musikkultur trafen bei den großen Jahresfesten Karneval und Hosay (schiitische Trauerzeremonien zu Muharram) aufeinander, wo Tassa-Bands den indischen Stockkampf gatka und Tamboo-Bamboo-Bands den kreolischen Stockkampf begleiteten.
Die Suche nach neuen klanglichen Ausdrucksmöglichkeiten führte in den 1930er Jahren zu Experimenten mit Blechbehältern, Ölkanistern, Dosen und Bratpfannen, die zunächst wie der Korpus der Kesseltrommel zu einer bauchigen Form gehämmert wurden. Ihrem verwendeten Material entsprechend wurden die ersten Gruppen Biscuit Tin Bands („Keksdosen“) genannt. Daraus entstanden die steelpans der Steelbands als direkte Entwicklung aus den Bambusstampfrohren und der Kesseltrommel tassa.

#### Haiti
In Haiti ist das Bambusstampfrohr ganbo (auch gambo, kanbo, tikambo oder ti kanmbo) mutmaßlich ebenfalls afrikanischen Ursprungs. Jeder Musiker hält zwei unterschiedlich lange Bambusrohre in den Händen und stampft bei Unterhaltungsfesten einen durchgehenden Rhythmus. Die ungefähr 30 bis 70 Zentimeter langen Bambusrohre aus einem oder zwei Internodien werden vom am Boden kauernden Musiker auf den Erdboden oder auf ein Holzbrett gestoßen. Vier oder fünf Spieler (ganboes) agieren üblicherweise zusammen als Ersatz für Trommeln zur Begleitung von religiösen oder säkularen Tänzen. Wenn die bei Voodoo-Zeremonien gebrauchte hölzerne Standtrommel bula ersetzt werden soll, spielt ein Musiker zwei kurze Bambusrohre. Die übrigen Musiker stampfen nur ein dickeres, längeres und tiefer tönendes Bambusrohr. Häufig wird der Klang durch Abdecken der oberen Öffnung mit der Hand moduliert. Während der Zeit der amerikanischen Besetzung Haitis von 1915 bis 1934, als Tanzveranstaltungen häufig aufgelöst und die Trommeln zerstört wurden, waren die Stampfrohre Berichten zufolge besonders beliebt, denn sie konnten leichter vor den Marines verborgen werden, denen sie auch nicht als die Ordnung störend vorkamen. Durch die Beschlagnahmung und Zerstörung der Trommeln gelang es den Marines nicht, die Voodoo-Kulte zurückzudrängen. Im Gegenteil, dadurch dass die Haitianer die kleineren und besser verfügbaren ganbo verwendeten, nahm die Zahl der Voodoo-Kulte zu, die nun mehr im Verborgenen ohne lautstarke Zeremonien durchgeführt wurden.

#### Kuba
In Kuba ist das Bambusstampfrohr ayíguí (auch akpataré und págugu) über einen Meter lang und wird in der Santería-Religionspraxis verwendet, die auf die Yoruba in Nigeria zurückgeht. Bei Begräbniszeremonien hochrangiger Santería-Würdenträger soll ihr Einsatz den Geist des Verstorbenen anrufen. An manchen ayíguí befindet sich ein kleiner geschnitzter Kopf am oberen Ende, der die Ahnengeister (égún) repräsentiert. Bei Begräbnissen symbolisiert das Stampfrohr den Verstorbenen und sollte deshalb so lang wie dieser sein. Ayíguí ist von Yoruba adyi, „aufwachen“ und igui, „Stab“, hergeleitet; págugu von okpa, „Stab“, und égún.

### Südamerika
Unter den Indigenen Völkern Südamerikas waren Trommeln (bis auf einige ein- und zweifellige Rahmentrommeln) selten, hingegen waren Stampfrohre aus ausgehöhlten Baumstämmen, Schlagbretter uber Erdgruben und Fußstampfen als Perkussionsinstrumente in den gesamten Tieflandgebieten Südamerikas weit verbreitet.

#### Venezuela
In Venezuela, vor allem in der Region um die Stadt San José de Barlovento, spielen drei Musiker kurze Bambusstampfrohre namens quitiplás, die aus einem Internodium von 10 bis 15 Zentimetern Durchmesser bestehen. Nach ihrer Länge lassen sich quitiplás in drei Gruppen unterteilen. Die kurzen quitiplás mit 25 bis 30 Zentimeter Länge werden von einem Musiker paarweise in schnellem Tempo auf den Boden gestoßen und gegeneinander geschlagen. Die mittelgroßen quitiplás mit 40 Zentimeter Länge heißen prima oder hembra („weiblich“) und werden wie die großen pujao oder macho („männlich“) mit 50 bis 60 Zentimeter Länge einzeln gespielt. Die Musiker stoßen sie mit einer Hand auf den Boden und schlagen abwechselnd mit der anderen Hand auf die Öffnung oben. Die ersten beiden quitiplás spielen einen konstanten Rhythmus, der auf einem 6/8-Takt basiert, den die pujao mit Improvisationen durchbricht. Alle quitiplás werden auf einen harten Boden (auf der Konzertbühne auf einen Ziegel oder eine Steinplatte) gestoßen, sodass zum dumpfen Melodieton ein helles Klacken erklingt. Die Stampfrohr-Rhythmen dienen der Gesangsbegleitung und die Lieder sind mit dem Johannistag am 24. Juni verbunden.
In der Region um Barlovento werden wahrscheinlich innerhalb Venezuelas die meisten Musikinstrumente afrikanischer Herkunft gespielt. Neben quitiplás gehören hierzu lange hölzerne Standtrommeln (mina, cumacao und curbata), ein Set von drei zylindrischen Standtrommeln (tambores redondos), Prozessionstrommeln (tambores de parranda) und eine Reibtrommel (furruco). Die Trommeltypen sind aus Benin, Nigeria und dem Kongo bekannt.
Nur auf der Karibikinsel Bonaire, die vor der Küste Venezuelas liegt und zu den Kleinen Antillen gehört, kommt das Bambusstampfrohr bamba vor. Es besteht aus einem kaña brabu (Papiamentu, „wildes Rohr“, gemeint: wildwachsender Bambus) genannten Bambusrohr, das an der nördlichen Meeresküste angeschwemmt wird. Die paarweise gespielten Rohre des bamba werden abwechselnd zur Begleitung von Liedern auf den Boden gestampft. Die Rohre sind unterschiedlich lang und haben keine bestimmte Tonhöhe.

#### Weitere Länder
In einigen Gebieten von Argentinien, Brasilien und im Hochland von Ekuador, werden Bambusabschnitte mit großen Durchmessern als Stampfrohre verwendet. In der Tieflandregion Mesopotamia im Nordosten Argentiniens und im angrenzenden Paraguay leben indigene Gruppen der Guaraní. Die zu den Guaraní gehörenden Mbyá pflegen eine Religion, in der sie durch gemeinschaftliche Lieder und Tänze mit den Göttern in Verbindung treten. Beide Geschlechter beteiligen sich neben den Jahresfesten an täglichen Ritualen, die bei Sonnenaufgang und Sonnenuntergang stattfinden, aber nur Frauen singen im Chor. Dabei wiederholen sie die musikalischen Phrasen des männlichen Vorsängers und Priesters (pa’i) und stampfen den Rhythmus mit dem Bambusstampfrohr takuapú („klingender Bambus“), von takuá. Das Wort takuá bedeutet in der Guaraní-Sprache „Bambus“. Als takuara wird die Art Guadua angustifolia (Guadua-Bambus) und als takuarusú die Art Guadua trinii bezeichnet. Die Abschnitte sind 70 bis 90 Zentimeter lang und haben Durchmesser zwischen 4 und 10 Zentimeter. Manche Bambusrohre sind mit Vogelfedern und eingebrannten Mustern verziert. Gelegentlich werden Rasseln aus Naturmaterial oder Kronkorken an Schnüren umgebunden oder der Spieler trägt diese an seinen Fußgelenken. Seitlich in das Bambusrohr gebohrte Löcher dienen der Klangverstärkung. Takuá ist zugleich ein weiblicher Personenname, denn nur Frauen verwenden das Bambusrohr traditionell für religiöse Ritualgesänge und -tänze. In der mythischen Überlieferung hat takuá eine sakrale Bedeutung und ist der Name eines weiblichen Skeletts, dessen Seele dereinst wieder ins Leben zurückkehren soll (takua-yvá’í-kãgã, „Knochen der Frau, die [im Ritualtanz] das Bambusrohr gebraucht“). Abgesehen von der einleitenden Phrase sind die Texte kurz und werden monoton wiederholt oder variiert. Takuapú werden in einem sakralen Gebäude (opy) aufbewahrt. Das andere der beiden sakralen Musikinstrumente der Mbyá ist die nur von Männern gespielte Kalebassenrassel mbaraká.
Indianische Gemeinschaften in São Gabriel da Cachoeira, Brasilien, schlagen ihr Bambusstampfrohr ambnuta (von ambaúwa, „Baum“) manchmal mit einem Palmwedel auf die obere Öffnung. Von Untergruppen der Baniwa in Brasilien wird das Stampfrohr uana aus einem ausgehöhlten Stamm von ambaúva (eine zu den Ameisenbäumen gehörende Art) erwähnt.
In den 1830er Jahren wurde im heutigen Guyana ein mit eingravierten Ornamenten verziertes, wahlongka genanntes Bambusstampfrohr von 147 Zentimetern Länge erworben und später an das Völkerkundemuseum in Wien übergeben. Die Wayana-Sprecher in Suriname spielen Stampfrohre zur Tanzbegleitung. Die Tänzer tragen mit Samen gefüllte Gefäßrasseln an den Fußgelenken.